# Polska Liga Siatkówki (2000/2001)
Polska Liga Siatkówki 2000/2001 − 65. edycja mistrzostw Polski, po raz 48. przeprowadzona w formule ligowej, a po raz pierwszy jako liga profesjonalna. Organizatorem rozgrywek była Profesjonalna Liga Piłki Siatkowej SA. Zmagania zainaugurowano 29 września 2000 roku, a zakończono 11 kwietnia 2001 roku.
Rozgrywki składały się z fazy zasadniczej, w której uczestniczyło 10 zespołów, fazy-play-off składającej się z ćwierćfinałów, półfinałów, meczów o miejsca 5-8, meczów o 3. miejsce i finałów oraz fazy play-out, w której zespoły rywalizowały o miejsca 9-10.
Tytuł mistrza Polski obronił Mostostal-Azoty Kędzierzyn-Koźle, który w finałach fazy play-off pokonał drużynę Galaxia Jurajska AZS Bank Częstochowa. Brązowy medal zdobyło Jastrzębie Borynia.
W sezonie 2000/2001 w Lidze Mistrzów Polskę reprezentował Mostostal-Azoty Kędzierzyn-Koźle, w Pucharze Top Teams – Stilon Gorzów, natomiast w Pucharze CEV – Galaxia Jurajska AZS Bank Częstochowa.

## System rozgrywek

### Faza zasadnicza
W fazie zasadniczej 10 drużyn rozgrywa ze sobą spotkania systemem „każdy z każdym – mecz i rewanż”. Do fazy play-off awans uzyskuje 8 najlepszych drużyn. Drużyny, które zajęły 9. i 10. miejsce po zakończeniu fazy zasadniczej, trafiają do fazy play-out.

### Faza play-off
Ćwierćfinały

O mistrzowski tytuł grają drużyny, które po zakończeniu fazy zasadniczej zajęły w tabeli miejsca od 1 do 8. Ćwierćfinałowe pary tworzone są według klucza: 1-8; 2-7; 3-6; 4-5. Rywalizacja toczy się do trzech wygranych meczów ze zmianą gospodarza po dwóch meczach. Gospodarzami pierwszych dwóch spotkań są zespoły, które po fazie zasadniczej zajęły wyższe miejsce w tabeli.
Półfinały

W półfinałach grają zwycięzcy z poszczególnych par ćwierćfinałowych. Pierwszą parę półfinałową tworzą zwycięzca rywalizacji 1-8 ze zwycięzcą rywalizacji 4-5, drugą natomiast - zwycięzca rywalizacji 2-7 ze zwycięzcą rywalizacji 3-6. Drużyny grają do trzech wygranych meczów ze zmianą gospodarza po dwóch meczach. Gospodarzami pierwszych dwóch spotkań są zespoły, które po fazie zasadniczej zajęły wyższe miejsce w tabeli.
Mecze o 3. miejsce

O brązowy medal grają przegrani w parach półfinałowych. Rywalizacja toczy się do trzech wygranych meczów ze zmianą gospodarza po dwóch meczach. Gospodarzem pierwszych dwóch spotkań jest zespół, który po fazie zasadniczej zajął wyższe miejsce w tabeli.
Finały

O tytuł mistrzowski grają zwycięzcy w parach półfinałowych. Rywalizacja toczy się do trzech wygranych meczów ze zmianą gospodarza po dwóch meczach. Gospodarzem pierwszych dwóch spotkań jest zespół, który po fazie zasadniczej zajął wyższe miejsce w tabeli.
Mecze o miejsca 5-8

Przegrani par ćwierćfinałowych tworzą pary meczowe na podstawie miejsc zajętych w fazie zasadniczej. Pierwszą parę meczową tworzą drużyny, które w fazie zasadniczej zajęły najwyższe i najniższe miejsce, natomiast drugą parę meczową pozostałe zespoły. Rywalizacja toczy się do trzech wygranych meczów ze zmianą gospodarza po dwóch meczach. Gospodarzem pierwszych dwóch spotkań jest zespół, który po fazie zasadniczej zajął wyższe miejsce w tabeli.
Mecze o 7. miejsce

O 7. miejsce grają przegrani w parach meczowych o miejsca 5-8. Rywalizacja toczy się do trzech wygranych meczów ze zmianą gospodarza po dwóch meczach. Gospodarzem pierwszych dwóch spotkań jest zespół, który po fazie zasadniczej zajął wyższe miejsce w tabeli.
Mecze o 5. miejsce

O 5. miejsce grają zwycięzcy w parach meczowych o miejsca 5-8. Rywalizacja toczy się do trzech wygranych meczów ze zmianą gospodarza po dwóch meczach. Gospodarzem pierwszych dwóch spotkań jest zespół, który po fazie zasadniczej zajął wyższe miejsce w tabeli.

### Faza play-out
Mecze o 9. miejsce

Drużyny z miejsc 9-10 po fazie zasadniczej walczą o utrzymanie się w Polskiej Lidze Siatkówki. Rywalizacja toczy się do czterech wygranych meczów ze zmianą gospodarza po pierwszym meczu, a następnie po dwóch spotkaniach. Gospodarzem pierwszego spotkania jest zespół, który po fazie zasadniczej zajął wyższe miejsce w tabeli.
Przegrany w rywalizacji o 9. miejsce opuszcza Polską Ligę Siatkówki i od sezonu 2001/2002 będzie miał prawo uczestniczyć w rozgrywkach I ligi serii B.
Wygrany w rywalizacji o 9. miejsce rozgrywa mecze barażowe z drużyną, która w klasyfikacji końcowej I ligi serii B zajęła 2. miejsce. Rywalizacja toczy się do trzech wygranych meczów ze zmianą gospodarza po dwóch meczach. Gospodarzem pierwszych dwóch spotkań jest zespół, który w klasyfikacji końcowej Polskiej Ligi Siatkówki zajął 9. miejsce.

## Drużyny uczestniczące
| | Polska Liga Siatkówki 2000/2001       |   |     |
| --- | ------------------------------------- | - | --- |
| KED | Mostostal-Azoty Kędzierzyn-Koźle      | 1 | LM  |
| GOR | Stilon Gorzów                         | 2 | TT  |
| CZE | Galaxia Jurajska AZS Bank Częstochowa | 3 | CEV |
| SOS | Kazimierz Płomień Sosnowiec           | 4 |     |
| JAS | Jastrzębie Borynia                    | 5 |     |
| SZC | Morze Szczecin                        | 6 |     |
| RAD | Warka Strong Czarni Radom             | 7 |     |
| OLS | Indykpol AZS Olsztyn                  | 8 |     |
| NYS | KS Citroën Nysa                       | 9 |     |
| | Awans z I ligi serii B                |   |     |
| WOŁ | Stolarka Wołomin                      | 1 |     |
| Oznaczenia: - kolumna pierwsza – skróty nazw drużyn wpisane na mapie (jeśli ta została zamieszczona), - kolumna trzecia – miejsce zajęte przez daną drużynę w poprzednim sezonie. |                                       |   |     |

## Hale sportowe
| Klub                                  | Hala sportowa                   | Miejscowość         | Liczba miejsc siedzących |
| ------------------------------------- | ------------------------------- | ------------------- | ------------------------ |
| Galaxia Jurajska AZS Bank Częstochowa | Hala Polonia                    | Częstochowa         | 2457                     |
| Indykpol AZS Olsztyn                  | Hala Urania                     | Olsztyn             | 2400                     |
| Indykpol AZS Olsztyn                  | Hala AZS UWM w Kortowie         | Olsztyn             | 400                      |
| Jastrzębie Borynia                    | Hala KWK Borynia                | Jastrzębie-Zdrój    | 800                      |
| Kazimierz Płomień Sosnowiec           | Hala widowiskowo-sportowa MOSiR | Sosnowiec           | 1400                     |
| KS Citroën Nysa                       | Hala sportowa przy PWSZ         | Nysa                | 800                      |
| Morze Szczecin                        | Hala sportowa SDS               | Szczecin            | 1100                     |
| Mostostal-Azoty Kędzierzyn-Koźle      | Hala Śródmieście                | Kędzierzyn-Koźle    | 1300                     |
| Stilon Gorzów                         | Hala ZSTiO                      | Gorzów Wielkopolski | 1100                     |
| Stolarka Wołomin                      | Hala sportowa ROKiS             | Radzymin            | 1200                     |
| Warka Strong Czarni Radom             | Hala MOSiR                      | Radom               | 1600                     |

## Trenerzy
| Klub                                  | Pierwszy trener     | Narodowość | Drugi trener        | Narodowość |
| ------------------------------------- | ------------------- | ---------- | ------------------- | ---------- |
| Galaxia Jurajska AZS Bank Częstochowa | Stanisław Gościniak | Polska     | Ireneusz Mazur      | Polska     |
| Indykpol AZS Olsztyn                  | Maciej Tyborowski   | Polska     | Andrzej Grygołowicz | Polska     |
| Jastrzębie Borynia                    | Jan Such            | Polska     | Leszek Dejewski     | Polska     |
| Kazimierz Płomień Sosnowiec           | Marek Karbarz       | Polska     | ?                   | ?          |
| KS Citroën Nysa                       | Ryszard Kruk        | Polska     | Dariusz Ratajczak   | Polska     |
| Morze Szczecin                        | Andrzej Urbański    | Polska     | Jerzy Taczała       | Polska     |
| Mostostal-Azoty Kędzierzyn-Koźle      | Waldemar Wspaniały  | Polska     | Andrzej Kubacki     | Polska     |
| Stilon Gorzów                         | Andrzej Kaczmarek   | Polska     | Nikołaj Mariaskin   | Polska     |
| Stolarka Wołomin                      | Krzysztof Felczak   | Polska     | ?                   | ?          |
| Warka Strong Czarni Radom             | Wojciech Drzyzga    | Polska     | Marian Kardas       | Polska     |

### Zmiany trenerów
| Klub                                  | Były trener       | Narodowość | Data odejścia    | Powód              | Nowy trener         | Narodowość |             |
| ------------------------------------- | ----------------- | ---------- | ---------------- | ------------------ | ------------------- | ---------- | ----------- |
| Przed sezonem                         |                   |            |                  |                    |                     |            |             |
| Galaxia Jurajska AZS Bank Częstochowa | Maciej Jarosz     | Polska     | maj 2000         | koniec kontraktu   | Stanisław Gościniak | Polska     | [ 2 ]       |
| W trakcie sezonu                      |                   |            |                  |                    |                     |            |             |
| Indykpol AZS Olsztyn                  | Stanisław Iwaniak | Polska     | 5 listopada 2000 | rezygnacja trenera | Maciej Tyborowski   | Polska     | [ 3 ] [ 4 ] |

## Sędziowie
W sezonie 2000/2001 w Polskiej Lidze Siatkówki mecze prowadziło 39 sędziów.
| Lista sędziów Polskiej Ligi Siatkówki w sezonie 2000/2001 | Lista sędziów Polskiej Ligi Siatkówki w sezonie 2000/2001 | Lista sędziów Polskiej Ligi Siatkówki w sezonie 2000/2001 | Lista sędziów Polskiej Ligi Siatkówki w sezonie 2000/2001 | Lista sędziów Polskiej Ligi Siatkówki w sezonie 2000/2001 | Lista sędziów Polskiej Ligi Siatkówki w sezonie 2000/2001 | Lista sędziów Polskiej Ligi Siatkówki w sezonie 2000/2001 | Lista sędziów Polskiej Ligi Siatkówki w sezonie 2000/2001 | Lista sędziów Polskiej Ligi Siatkówki w sezonie 2000/2001 | Lista sędziów Polskiej Ligi Siatkówki w sezonie 2000/2001 | Lista sędziów Polskiej Ligi Siatkówki w sezonie 2000/2001 | Lista sędziów Polskiej Ligi Siatkówki w sezonie 2000/2001 |
| Imię i nazwisko                                           | Rok urodzenia                                             | Województwo                                               | Liczba sędziowanych meczów                                | Liczba sędziowanych meczów                                | Liczba sędziowanych meczów                                | Liczba sędziowanych meczów                                | Liczba sędziowanych meczów                                | Liczba sędziowanych meczów                                | Liczba sędziowanych meczów                                | Liczba sędziowanych meczów                                | Liczba sędziowanych meczów                                |
| Imię i nazwisko                                           | Rok urodzenia                                             | Województwo                                               | Faza zasadnicza                                           | Faza zasadnicza                                           | Faza zasadnicza                                           | Faza play-off/play-out                                    | Faza play-off/play-out                                    | Faza play-off/play-out                                    | Razem                                                     | Razem                                                     | Razem                                                     |
| Imię i nazwisko                                           | Rok urodzenia                                             | Województwo                                               | I sędzia                                                  | II sędzia                                                 | Razem                                                     | I sędzia                                                  | II sędzia                                                 | Razem                                                     | I sędzia                                                  | II sędzia                                                 | Razem                                                     |
| --------------------------------------------------------- | --------------------------------------------------------- | --------------------------------------------------------- | --------------------------------------------------------- | --------------------------------------------------------- | --------------------------------------------------------- | --------------------------------------------------------- | --------------------------------------------------------- | --------------------------------------------------------- | --------------------------------------------------------- | --------------------------------------------------------- | --------------------------------------------------------- |
| Jan Baniak                                                | 1952                                                      | opolskie                                                  | 1                                                         | 3                                                         | 4                                                         | 0                                                         | 0                                                         | 0                                                         | 1                                                         | 3                                                         | 4                                                         |
| Jacek Broński                                             | 1963                                                      | wielkopolskie                                             | 2                                                         | 4                                                         | 6                                                         | 0                                                         | 1                                                         | 1                                                         | 2                                                         | 5                                                         | 7                                                         |
| Wiesław Cieślik                                           | 1952                                                      | śląskie                                                   | 4                                                         | 1                                                         | 5                                                         | 1                                                         | 1                                                         | 2                                                         | 5                                                         | 2                                                         | 7                                                         |
| Henryk Darocha                                            | 1954                                                      | śląskie                                                   | 1                                                         | 3                                                         | 4                                                         | 1                                                         | 1                                                         | 2                                                         | 2                                                         | 4                                                         | 6                                                         |
| Ryszard Dietrich                                          | 1949                                                      | dolnośląskie                                              | 6                                                         | 0                                                         | 6                                                         | 3                                                         | 2                                                         | 5                                                         | 9                                                         | 2                                                         | 11                                                        |
| Piotr Dudek                                               | 1961                                                      | podkarpackie                                              | 3                                                         | 1                                                         | 4                                                         | 0                                                         | 1                                                         | 1                                                         | 3                                                         | 2                                                         | 5                                                         |
| Jacek Hojka                                               | 1958                                                      | dolnośląskie                                              | 2                                                         | 3                                                         | 5                                                         | 3                                                         | 5                                                         | 8                                                         | 5                                                         | 8                                                         | 13                                                        |
| Stanisław Jacher                                          | 1947                                                      | małopolskie                                               | 1                                                         | 4                                                         | 5                                                         | 0                                                         | 0                                                         | 0                                                         | 1                                                         | 4                                                         | 5                                                         |
| Grzegorz Jacyna                                           | 1956                                                      | dolnośląskie                                              | 2                                                         | 2                                                         | 4                                                         | 3                                                         | 2                                                         | 5                                                         | 5                                                         | 4                                                         | 9                                                         |
| Jarosław Janiak                                           | 1962                                                      | mazowieckie                                               | 3                                                         | 2                                                         | 5                                                         | 0                                                         | 1                                                         | 1                                                         | 3                                                         | 3                                                         | 6                                                         |
| Tomasz Janik                                              | 1967                                                      | mazowieckie                                               | 1                                                         | 3                                                         | 4                                                         | 1                                                         | 0                                                         | 1                                                         | 2                                                         | 3                                                         | 5                                                         |
| Dariusz Jasiński                                          | 1959                                                      | kujawsko-pomorskie                                        | 3                                                         | 1                                                         | 4                                                         | 3                                                         | 1                                                         | 4                                                         | 6                                                         | 2                                                         | 8                                                         |
| Wojciech Kasprzyk                                         | 1957                                                      | śląskie                                                   | 3                                                         | 3                                                         | 6                                                         | 2                                                         | 2                                                         | 4                                                         | 5                                                         | 5                                                         | 10                                                        |
| Bogusław Kawiak                                           | 1950                                                      | mazowieckie                                               | 0                                                         | 4                                                         | 4                                                         | 1                                                         | 1                                                         | 2                                                         | 1                                                         | 5                                                         | 6                                                         |
| Jacek Kaznowski                                           | 1953                                                      | mazowieckie                                               | 1                                                         | 2                                                         | 3                                                         | 0                                                         | 0                                                         | 0                                                         | 1                                                         | 2                                                         | 3                                                         |
| Andrzej Kileński                                          | 1961                                                      | warmińsko-mazurskie                                       | 2                                                         | 3                                                         | 5                                                         | 0                                                         | 0                                                         | 0                                                         | 2                                                         | 3                                                         | 5                                                         |
| Andrzej Kiszczak                                          | 1952                                                      | mazowieckie                                               | 3                                                         | 2                                                         | 5                                                         | 3                                                         | 4                                                         | 7                                                         | 6                                                         | 6                                                         | 12                                                        |
| Grzegorz Klehr                                            | 1973                                                      | pomorskie                                                 | 0                                                         | 4                                                         | 4                                                         | 1                                                         | 1                                                         | 2                                                         | 1                                                         | 5                                                         | 6                                                         |
| Waldemar Kobienia                                         | 1965                                                      | opolskie                                                  | 0                                                         | 0                                                         | 0                                                         | 1                                                         | 1                                                         | 2                                                         | 1                                                         | 1                                                         | 2                                                         |
| Janusz Kołodziejczyk                                      | 1952                                                      | łódzkie                                                   | 4                                                         | 0                                                         | 4                                                         | 2                                                         | 2                                                         | 4                                                         | 6                                                         | 2                                                         | 8                                                         |
| Henryk Kośla                                              |                                                           | mazowieckie                                               | 3                                                         | 2                                                         | 5                                                         | 0                                                         | 0                                                         | 0                                                         | 3                                                         | 2                                                         | 5                                                         |
| Andrzej Kowalski                                          | 1955                                                      | zachodniopomorskie                                        | 1                                                         | 2                                                         | 3                                                         | 2                                                         | 1                                                         | 3                                                         | 3                                                         | 3                                                         | 6                                                         |
| Marek Lagierski                                           | 1971                                                      | śląskie                                                   | 0                                                         | 3                                                         | 3                                                         | 1                                                         | 1                                                         | 2                                                         | 1                                                         | 4                                                         | 5                                                         |
| Andrzej Lemek                                             | 1955                                                      | małopolskie                                               | 2                                                         | 2                                                         | 4                                                         | 3                                                         | 0                                                         | 3                                                         | 5                                                         | 2                                                         | 7                                                         |
| Krzysztof Łygoński                                        | 1958                                                      | pomorskie                                                 | 3                                                         | 1                                                         | 4                                                         | 1                                                         | 2                                                         | 3                                                         | 4                                                         | 3                                                         | 7                                                         |
| Cezary Matusiak                                           | 1947                                                      | mazowieckie                                               | 3                                                         | 2                                                         | 5                                                         | 0                                                         | 0                                                         | 0                                                         | 3                                                         | 2                                                         | 5                                                         |
| Bogdan Nowak                                              | 1967                                                      | śląskie                                                   | 1                                                         | 4                                                         | 5                                                         | 0                                                         | 1                                                         | 1                                                         | 1                                                         | 5                                                         | 6                                                         |
| Jacek Plewnia                                             |                                                           | zachodniopomorskie                                        | 2                                                         | 1                                                         | 3                                                         | 2                                                         | 2                                                         | 4                                                         | 4                                                         | 3                                                         | 7                                                         |
| Andrzej Robaszkiewicz                                     |                                                           |                                                           | 1                                                         | 5                                                         | 6                                                         | 2                                                         | 1                                                         | 3                                                         | 3                                                         | 6                                                         | 9                                                         |
| Marek Rubacha                                             | 1955                                                      | małopolskie                                               | 3                                                         | 1                                                         | 4                                                         | 0                                                         | 1                                                         | 1                                                         | 3                                                         | 2                                                         | 5                                                         |
| Andrzej Salamonik                                         | 1958                                                      | dolnośląskie                                              | 5                                                         | 2                                                         | 7                                                         | 1                                                         | 1                                                         | 2                                                         | 6                                                         | 3                                                         | 9                                                         |
| Bogumił Sikora                                            | 1964                                                      | śląskie                                                   | 4                                                         | 1                                                         | 5                                                         | 1                                                         | 1                                                         | 2                                                         | 5                                                         | 2                                                         | 7                                                         |
| Janusz Soból                                              | 1959                                                      | mazowieckie                                               | 2                                                         | 3                                                         | 5                                                         | 3                                                         | 2                                                         | 5                                                         | 5                                                         | 5                                                         | 10                                                        |
| Mirosław Stando                                           | 1951                                                      | mazowieckie                                               | 7                                                         | 0                                                         | 7                                                         | 1                                                         | 2                                                         | 3                                                         | 8                                                         | 2                                                         | 10                                                        |
| Sylwester Strzylak                                        | 1957                                                      | mazowieckie                                               | 4                                                         | 0                                                         | 4                                                         | 1                                                         | 2                                                         | 3                                                         | 5                                                         | 2                                                         | 7                                                         |
| Krzysztof Szmydyński                                      | 1964                                                      | dolnośląskie                                              | 0                                                         | 6                                                         | 6                                                         | 2                                                         | 2                                                         | 4                                                         | 2                                                         | 8                                                         | 10                                                        |
| Zbigniew Tadej                                            | 1953                                                      | łódzkie                                                   | 6                                                         | 1                                                         | 7                                                         | 0                                                         | 1                                                         | 1                                                         | 6                                                         | 2                                                         | 8                                                         |
| Paweł Zajc                                                | 1965                                                      | mazowieckie                                               | 0                                                         | 5                                                         | 5                                                         | 1                                                         | 1                                                         | 2                                                         | 1                                                         | 6                                                         | 7                                                         |
| Adam Żelazny                                              | 1946                                                      | mazowieckie                                               | 1                                                         | 4                                                         | 5                                                         | 4                                                         | 3                                                         | 7                                                         | 5                                                         | 7                                                         | 12                                                        |

## Faza zasadnicza

### Tabela wyników
| Gospodarz \ Gość1                     | KED | GOR | CZE | SOS | JAS | SZC | RAD | OLS | NYS | WOŁ |
| Mostostal-Azoty Kędzierzyn-Koźle      |     | 3:0 | 3:2 | 3:0 | 3:0 | 3:1 | 3:1 | 3:1 | 3:0 | 3:0 |
| Stilon Gorzów                         | 1:3 |     | 0:3 | 3:1 | 0:3 | 3:1 | 1:3 | 0:3 | 3:1 | 3:2 |
| Galaxia Jurajska AZS Bank Częstochowa | 1:3 | 3:0 |     | 3:1 | 1:3 | 3:1 | 3:1 | 3:2 | 3:0 | 0:3 |
| Kazimierz Płomień Sosnowiec           | 3:2 | 3:1 | 1:3 |     | 0:3 | 3:0 | 2:3 | 2:3 | 0:3 | 3:0 |
| Jastrzębie Borynia                    | 1:3 | 3:1 | 1:3 | 3:0 |     | 3:0 | 3:2 | 3:0 | 3:0 | 3:1 |
| Morze Szczecin                        | 3:0 | 2:3 | 1:3 | 3:2 | 3:1 |     | 3:1 | 1:3 | 3:2 | 3:1 |
| Warka Strong Czarni Radom             | 3:1 | 3:0 | 1:3 | 3:1 | 3:1 | 3:2 |     | 3:1 | 3:1 | 3:2 |
| Indykpol AZS Olsztyn                  | 1:3 | 3:0 | 1:3 | 3:2 | 1:3 | 1:3 | 3:1 |     | 2:3 | 3:0 |
| KS Citroën Nysa                       | 3:0 | 3:1 | 3:0 | 3:0 | 3:0 | 3:2 | 2:3 | 3:2 |     | 2:3 |
| Stolarka Wołomin                      | 0:3 | 3:2 | 0:3 | 3:1 | 1:3 | 2:3 | 3:2 | 3:2 | 3:0 |     |

Źródło: archiwum.pls.pl
1 Drużyna gospodarzy jest wymieniona po lewej stronie tabeli.
Kolory:
  zwycięstwo gospodarzy 3:0 lub 3:1
  zwycięstwo gospodarzy 3:2
  zwycięstwo gości 3:0 lub 3:1
  zwycięstwo gości 3:2

### Terminarz i wyniki spotkań
| Data        | Godz. | Gospodarz                             | Rezultat                                | Gość                                  | Widzów |
| ----------- | ----- | ------------------------------------- | --------------------------------------- | ------------------------------------- | ------ |
| 1. KOLEJKA  |       |                                       |                                         |                                       |        |
| 29.09.2000  | 19:10 | Stolarka Wołomin                      | 0:3 (22:25, 22:25, 24:26)               | Mostostal-Azoty Kędzierzyn-Koźle      | 400    |
| 30.09.2000  | 17:00 | KS Citroën Nysa                       | 3:1 (25:19, 18:25, 25:17, 25:15)        | Stilon Gorzów                         | 1000   |
| 30.09.2000  | 17:00 | Indykpol AZS Olsztyn                  | 1:3 (25:18, 19:25, 17:25, 19:25)        | Galaxia Jurajska AZS Bank Częstochowa | 2000   |
| 29.09.2000  | 18:00 | Warka Strong Czarni Radom             | 3:1 (22:25, 25:22, 25:22, 25:20)        | Kazimierz Płomień Sosnowiec           | 1100   |
| 30.09.2000  | 17:00 | Morze Szczecin                        | 3:1 (16:25, 25:20, 25:20, 25:19)        | Jastrzębie Borynia                    | 700    |
| 2. KOLEJKA  |       |                                       |                                         |                                       |        |
| 08.10.2000  | 14:45 | Mostostal-Azoty Kędzierzyn-Koźle      | 3:0 (25:10, 27:25, 25:20)               | Stilon Gorzów                         | 1250   |
| 07.10.2000  | 17:00 | KS Citroën Nysa                       | 3:0 (25:21, 26:24, 25:22)               | Galaxia Jurajska AZS Bank Częstochowa | 1000   |
| 07.10.2000  | 17:00 | Indykpol AZS Olsztyn                  | 3:2 (25:23, 19:25, 25:21, 20:25, 15:11) | Kazimierz Płomień Sosnowiec           | 800    |
| 06.10.2000  | 19:00 | Warka Strong Czarni Radom             | 3:1 (23:25, 26:24, 26:24, 25:23)        | Jastrzębie Borynia                    | 700    |
| 07.10.2000  | 18:00 | Stolarka Wołomin                      | 2:3 (26:24, 26:24, 23:25, 21:25, 13:15) | Morze Szczecin                        | 500    |
| 3. KOLEJKA  |       |                                       |                                         |                                       |        |
| 13.10.2000  | 19:10 | Galaxia Jurajska AZS Bank Częstochowa | 1:3 (25:21, 18:25, 26:28, 20:25)        | Mostostal-Azoty Kędzierzyn-Koźle      | 2100   |
| 14.10.2000  | 18:00 | Stilon Gorzów                         | 3:2 (18:25, 25:18, 20:25, 25:15, 17:15) | Stolarka Wołomin                      | 600    |
| 15.10.2000  | 18:00 | Kazimierz Płomień Sosnowiec           | 0:3 (22:25, 18:25, 23:25)               | KS Citroën Nysa                       | 700    |
| 14.10.2000  | 17:00 | Jastrzębie Borynia                    | 3:0 (25:22, 26:24, 25:22)               | Indykpol AZS Olsztyn                  | 600    |
| 14.10.2000  | 18:00 | Morze Szczecin                        | 3:1 (26:28, 25:19, 25:22, 26:24)        | Warka Strong Czarni Radom             | 500    |
| 4. KOLEJKA  |       |                                       |                                         |                                       |        |
| 21.10.2000  | 17:00 | Mostostal-Azoty Kędzierzyn-Koźle      | 3:0 (25:18, 25:14, 25:18)               | Kazimierz Płomień Sosnowiec           | 1300   |
| 20.10.2000  | 19:00 | Stilon Gorzów                         | 0:3 (22:25, 21:25, 23:25)               | Galaxia Jurajska AZS Bank Częstochowa | 900    |
| 22.10.2000  | 11:00 | KS Citroën Nysa                       | 3:0 (25:20, 25:17, 25:23)               | Jastrzębie Borynia                    | 1100   |
| 21.10.2000  | 17:00 | Indykpol AZS Olsztyn                  | 1:3 (19:25, 25:23, 21:25, 23:25)        | Morze Szczecin                        | 600    |
| 21.10.2000  | 18:00 | Stolarka Wołomin                      | 3:2 (25:18, 22:25, 25:21, 19:25, 15:10) | Warka Strong Czarni Radom             | 700    |
| 5. KOLEJKA  |       |                                       |                                         |                                       |        |
| 28.10.2000  | 17:00 | Jastrzębie Borynia                    | 1:3 (28:26, 20:25, 22:25, 21:25)        | Mostostal-Azoty Kędzierzyn-Koźle      | 500    |
| 28.10.2000  | 18:00 | Kazimierz Płomień Sosnowiec           | 3:1 (25:20, 20:25, 25:18, 25:23)        | Stilon Gorzów                         | 600    |
| 28.10.2000  | 18:00 | Galaxia Jurajska AZS Bank Częstochowa | 0:3 (22:25, 20:25, 26:28)               | Stolarka Wołomin                      | 2000   |
| 27.10.2000  | 19:00 | Morze Szczecin                        | 3:2 (25:15, 21:25, 20:25, 25:20, 15:13) | KS Citroën Nysa                       | 900    |
| 28.10.2000  | 17:00 | Warka Strong Czarni Radom             | 3:1 (18:25, 25:19, 29:27, 25:19)        | Indykpol AZS Olsztyn                  | 800    |
| 6. KOLEJKA  |       |                                       |                                         |                                       |        |
| 04.11.2000  | 17:00 | Mostostal-Azoty Kędzierzyn-Koźle      | 3:1 (25:16, 25:16, 23:25, 25:23)        | Morze Szczecin                        | 1250   |
| 04.11.2000  | 17:00 | Stilon Gorzów                         | 0:3 (23:25, 19:25, 23:25)               | Jastrzębie Borynia                    | 600    |
| 03.11.2000  | 19:00 | Galaxia Jurajska AZS Bank Częstochowa | 3:1 (25:20, 25:19, 23:25, 25:18)        | Kazimierz Płomień Sosnowiec           | 2300   |
| 04.11.2000  | 17:00 | KS Citroën Nysa                       | 2:3 (22:25, 22:25, 25:21, 25:19, 14:16) | Warka Strong Czarni Radom             | 800    |
| 04.11.2000  | 18:00 | Stolarka Wołomin                      | 3:2 (25:13, 19:25, 23:25, 25:23, 15:7)  | Indykpol AZS Olsztyn                  | 650    |
| 7. KOLEJKA  |       |                                       |                                         |                                       |        |
| 10.11.2000  | 19:00 | Warka Strong Czarni Radom             | 3:1 (20:25, 27:25, 25:21, 25:14)        | Mostostal-Azoty Kędzierzyn-Koźle      | 2500   |
| 12.11.2000  | 11:00 | Morze Szczecin                        | 2:3 (32:30, 28:26, 23:25, 25:27, 10:15) | Stilon Gorzów                         | 600    |
| 12.11.2000  | 12:00 | Jastrzębie Borynia                    | 1:3 (20:25, 25:27, 25:20, 17:25)        | Galaxia Jurajska AZS Bank Częstochowa | 1000   |
| 12.11.2000  | 18:00 | Kazimierz Płomień Sosnowiec           | 3:0 (27:25, 25:19, 25:15)               | Stolarka Wołomin                      | 800    |
| 12.11.2000  | 11:00 | Indykpol AZS Olsztyn                  | 2:3 (25:17, 25:16, 19:25, 16:25, 13:15) | KS Citroën Nysa                       | 1500   |
| 8. KOLEJKA  |       |                                       |                                         |                                       |        |
| 18.11.2000  | 17:00 | Mostostal-Azoty Kędzierzyn-Koźle      | 3:1 (25:21, 25:21, 20:25, 25:23)        | Indykpol AZS Olsztyn                  | 1200   |
| 18.11.2000  | 17:00 | Stilon Gorzów                         | 1:3 (25:22, 20:25, 20:25, 20:25)        | Warka Strong Czarni Radom             | 750    |
| 18.11.2000  | 18:00 | Galaxia Jurajska AZS Bank Częstochowa | 3:1 (25:16, 25:15, 20:25, 25:22)        | Morze Szczecin                        | 1300   |
| 17.11.2000  | 19:10 | Kazimierz Płomień Sosnowiec           | 0:3 (23:25, 19:25, 15:25)               | Jastrzębie Borynia                    | 800    |
| 18.11.2000  | 18:00 | Stolarka Wołomin                      | 3:0 (25:16, 25:15, 25:18)               | KS Citroën Nysa                       | 600    |
| 9. KOLEJKA  |       |                                       |                                         |                                       |        |
| 25.11.2000  | 17:00 | KS Citroën Nysa                       | 3:0 (25:19, 26:24, 26:24)               | Mostostal-Azoty Kędzierzyn-Koźle      | 1200   |
| 24.11.2000  | 19:00 | Indykpol AZS Olsztyn                  | 3:0 (25:21, 25:22, 25:15)               | Stilon Gorzów                         | 1000   |
| 26.11.2000  | 12:00 | Warka Strong Czarni Radom             | 1:3 (15:25, 25:17, 18:25, 18:25)        | Galaxia Jurajska AZS Bank Częstochowa | 2500   |
| 26.11.2000  | 14:45 | Morze Szczecin                        | 3:2 (25:15, 26:28, 25:21, 23:25, 15:11) | Kazimierz Płomień Sosnowiec           | 800    |
| 25.11.2000  | 17:00 | Jastrzębie Borynia                    | 3:1 (25:19, 17:25, 25:16, 25:21)        | Stolarka Wołomin                      | 800    |
| 10. KOLEJKA |       |                                       |                                         |                                       |        |
| 02.12.2000  | 17:00 | Mostostal-Azoty Kędzierzyn-Koźle      | 3:0 (25:16, 25:16, 25:20)               | Stolarka Wołomin                      | 1300   |
| 02.12.2000  | 17:00 | Stilon Gorzów                         | 3:1 (25:21, 25:17, 22:25, 25:12)        | KS Citroën Nysa                       | 650    |
| 01.12.2000  | 19:00 | Galaxia Jurajska AZS Bank Częstochowa | 3:2 (23:25, 25:16, 21:25, 25:19, 15:11) | Indykpol AZS Olsztyn                  | 2500   |
| 02.12.2000  | 18:00 | Kazimierz Płomień Sosnowiec           | 2:3 (25:19, 21:25, 25:22, 26:28, 14:16) | Warka Strong Czarni Radom             | 400    |
| 02.12.2000  | 17:00 | Jastrzębie Borynia                    | 3:0 (25:17, 25:20, 25:18)               | Morze Szczecin                        | 700    |
| 11. KOLEJKA |       |                                       |                                         |                                       |        |
| 09.12.2000  | 18:00 | Stilon Gorzów                         | 1:3 (20:25, 25:19, 23:25, 20:25)        | Mostostal-Azoty Kędzierzyn-Koźle      | 900    |
| 09.12.2000  | 17:00 | Galaxia Jurajska AZS Bank Częstochowa | 3:0 (25:13, 25:21, 25:18)               | KS Citroën Nysa                       | 3500   |
| 08.12.2000  | 17:30 | Kazimierz Płomień Sosnowiec           | 2:3 (25:16, 21:25, 19:25, 25:21, 11:15) | Indykpol AZS Olsztyn                  | 550    |
| 08.12.2000  | 19:00 | Jastrzębie Borynia                    | 3:2 (25:20, 25:18, 22:25, 19:25, 15:9)  | Warka Strong Czarni Radom             | 800    |
| 09.12.2000  | 11:00 | Morze Szczecin                        | 3:1 (31:29, 20:25, 25:23, 25:17)        | Stolarka Wołomin                      | 500    |
| 12. KOLEJKA |       |                                       |                                         |                                       |        |
| 07.01.2001  | 14:45 | Mostostal-Azoty Kędzierzyn-Koźle      | 3:2 (23:25, 21:25, 25:18, 25:22, 21:19) | Galaxia Jurajska AZS Bank Częstochowa | 1300   |
| 06.01.2001  | 18:00 | Stolarka Wołomin                      | 3:2 (25:21, 15:25, 20:25, 26:24, 19:17) | Stilon Gorzów                         | 1200   |
| 06.01.2001  | 17:00 | KS Citroën Nysa                       | 3:0 (25:17, 25:22, 25:20)               | Kazimierz Płomień Sosnowiec           | 850    |
| 06.01.2001  | 17:00 | Indykpol AZS Olsztyn                  | 1:3 (20:25, 24:26, 27:25, 19:25)        | Jastrzębie Borynia                    | 1200   |
| 05.01.2001  | 19:00 | Warka Strong Czarni Radom             | 3:2 (22:25, 25:20, 21:25, 25:18, 16:14) | Morze Szczecin                        | 1100   |
| 13. KOLEJKA |       |                                       |                                         |                                       |        |
| 13.01.2001  | 18:00 | Kazimierz Płomień Sosnowiec           | 3:2 (14:25, 25:27, 25:23, 25:18, 15:13) | Mostostal-Azoty Kędzierzyn-Koźle      | 1000   |
| 12.01.2001  | 19:10 | Galaxia Jurajska AZS Bank Częstochowa | 3:0 (25:16, 25:15, 25:21)               | Stilon Gorzów                         | 1000   |
| 13.01.2001  | 17:00 | Jastrzębie Borynia                    | 3:0 (25:21, 25:23, 25:22)               | KS Citroën Nysa                       | 560    |
| 14.01.2001  | 12:00 | Morze Szczecin                        | 1:3 (18:25, 21:25, 25:19, 27:29)        | Indykpol AZS Olsztyn                  | 450    |
| 13.01.2001  | 17:00 | Warka Strong Czarni Radom             | 3:2 (22:25, 26:24, 23:25, 25:23, 15:7)  | Stolarka Wołomin                      | 700    |
| 14. KOLEJKA |       |                                       |                                         |                                       |        |
| 20.01.2001  | 17:00 | Mostostal-Azoty Kędzierzyn-Koźle      | 3:0 (25:20, 25:22, 27:25)               | Jastrzębie Borynia                    | 1300   |
| 20.01.2001  | 17:00 | Stilon Gorzów                         | 3:1 (21:25, 25:11, 25:23, 25:18)        | Kazimierz Płomień Sosnowiec           | 800    |
| 19.01.2001  | 19:00 | Stolarka Wołomin                      | 0:3 (22:25, 18:25, 22:25)               | Galaxia Jurajska AZS Bank Częstochowa | 1500   |
| 21.01.2001  | 14:45 | KS Citroën Nysa                       | 3:2 (16:25, 23:25, 25:21, 25:19, 15:9)  | Morze Szczecin                        | 1000   |
| 20.01.2001  | 17:00 | Indykpol AZS Olsztyn                  | 3:1 (25:23, 25:23, 15:25, 25:23)        | Warka Strong Czarni Radom             | 1000   |
| 15. KOLEJKA |       |                                       |                                         |                                       |        |
| 28.01.2001  | 12:00 | Morze Szczecin                        | 3:0 (25:21, 25:21, 25:21)               | Mostostal-Azoty Kędzierzyn-Koźle      | 850    |
| 27.01.2001  | 17:00 | Jastrzębie Borynia                    | 3:1 (28:26, 27:25, 24:26, 27:25)        | Stilon Gorzów                         | 1000   |
| 27.01.2001  | 16:00 | Kazimierz Płomień Sosnowiec           | 1:3 (20:25, 25:19, 15:25, 21:25)        | Galaxia Jurajska AZS Bank Częstochowa | 1400   |
| 26.01.2001  | 19:00 | Warka Strong Czarni Radom             | 3:1 (25:23, 25:17, 23:25, 25:20)        | KS Citroën Nysa                       | 900    |
| 27.01.2001  | 17:00 | Indykpol AZS Olsztyn                  | 3:0 (26:24, 25:22, 25:14)               | Stolarka Wołomin                      | 2000   |
| 16. KOLEJKA |       |                                       |                                         |                                       |        |
| 31.01.2001  | 18:00 | Mostostal-Azoty Kędzierzyn-Koźle      | 3:1 (23:25, 25:18, 25:21, 25:12)        | Warka Strong Czarni Radom             | 1200   |
| 31.01.2001  | 17:00 | Stilon Gorzów                         | 3:1 (25:19, 28:30, 25:16, 25:22)        | Morze Szczecin                        | 900    |
| 31.01.2001  | 19:00 | Galaxia Jurajska AZS Bank Częstochowa | 1:3 (25:21, 23:25, 21:25, 24:26)        | Jastrzębie Borynia                    | 2800   |
| 31.01.2001  | 18:00 | Stolarka Wołomin                      | 3:1 (25:20, 25:22, 23:25, 25:21)        | Kazimierz Płomień Sosnowiec           | 500    |
| 31.01.2001  | 18:00 | KS Citroën Nysa                       | 3:2 (20:25, 25:21, 25:23, 25:27, 15:10) | Indykpol AZS Olsztyn                  | 1000   |
| 17. KOLEJKA |       |                                       |                                         |                                       |        |
| 03.02.2001  | 17:00 | Indykpol AZS Olsztyn                  | 1:3 (25:22, 22:25, 17:25, 21:25)        | Mostostal-Azoty Kędzierzyn-Koźle      | 1700   |
| 03.02.2001  | 18:00 | Warka Strong Czarni Radom             | 3:0 (25:19, 25:20, 25:23)               | Stilon Gorzów                         | 1500   |
| 02.02.2001  | 19:00 | Morze Szczecin                        | 1:3 (21:25, 21:25, 25:20, 21:25)        | Galaxia Jurajska AZS Bank Częstochowa | 1100   |
| 03.02.2001  | 17:00 | Jastrzębie Borynia                    | 3:0 (25:21, 25:17, 25:18)               | Kazimierz Płomień Sosnowiec           | 700    |
| 03.02.2001  | 17:00 | KS Citroën Nysa                       | 2:3 (21:25, 21:25, 25:15, 25:16, 13:15) | Stolarka Wołomin                      | 800    |
| 18. KOLEJKA |       |                                       |                                         |                                       |        |
| 10.02.2001  | 17:00 | Mostostal-Azoty Kędzierzyn-Koźle      | 3:0 (25:22, 25:17, 25:17)               | KS Citroën Nysa                       | 1200   |
| 10.02.2001  | 18:00 | Stilon Gorzów                         | 0:3 (24:26, 24:26, 22:25)               | Indykpol AZS Olsztyn                  | 800    |
| 09.02.2001  | 19:00 | Galaxia Jurajska AZS Bank Częstochowa | 3:1 (22:25, 25:23, 25:22, 25:19)        | Warka Strong Czarni Radom             | 2800   |
| 10.02.2001  | 18:00 | Kazimierz Płomień Sosnowiec           | 3:0 (25:17, 25:19, 25:21)               | Morze Szczecin                        | 800    |
| 10.02.2001  | 18:00 | Stolarka Wołomin                      | 1:3 (25:21, 23:25, 26:28, 18:25)        | Jastrzębie Borynia                    | 600    |

### Tabela
| Lp. | Drużyna                               | Pkt | Mecze | Mecze | Mecze | Rodzaj wyniku | Rodzaj wyniku | Rodzaj wyniku | Rodzaj wyniku | Rodzaj wyniku | Rodzaj wyniku | Sety | Sety | Sety  | Małe punkty | Małe punkty | Małe punkty |
| Lp. | Drużyna                               | Pkt | M     | W     | P     | 3:0           | 3:1           | 3:2           | 2:3           | 1:3           | 0:3           | wyg. | prz. | stos. | zdob.       | str.        | stos.       |
| --- | ------------------------------------- | --- | ----- | ----- | ----- | ------------- | ------------- | ------------- | ------------- | ------------- | ------------- | ---- | ---- | ----- | ----------- | ----------- | ----------- |
| 1   | Mostostal-Azoty Kędzierzyn-Koźle      | 32  | 18    | 14    | 4     | 6             | 7             | 1             | 1             | 1             | 2             | 45   | 21   | 2.14  | 1573        | 1409        | 1.12        |
| 2   | Galaxia Jurajska AZS Bank Częstochowa | 31  | 18    | 13    | 5     | 4             | 8             | 1             | 1             | 2             | 2             | 43   | 25   | 1.72  | 1596        | 1454        | 1.1         |
| 3   | Jastrzębie Borynia                    | 30  | 18    | 12    | 6     | 6             | 5             | 1             | 0             | 4             | 2             | 40   | 25   | 1.6   | 1537        | 1463        | 1.05        |
| 4   | Warka Strong Czarni Radom             | 29  | 18    | 11    | 7     | 1             | 6             | 4             | 2             | 5             | 0             | 42   | 35   | 1.2   | 1721        | 1708        | 1.01        |
| 5   | KS Citroën Nysa                       | 27  | 18    | 9     | 9     | 5             | 1             | 3             | 3             | 2             | 4             | 35   | 34   | 1.03  | 1477        | 1498        | 0.99        |
| 6   | Morze Szczecin                        | 26  | 18    | 8     | 10    | 1             | 4             | 3             | 3             | 5             | 2             | 35   | 40   | 0.88  | 1655        | 1704        | 0.97        |
| 7   | Indykpol AZS Olsztyn                  | 25  | 18    | 7     | 11    | 3             | 2             | 2             | 4             | 6             | 1             | 35   | 39   | 0.9   | 1606        | 1660        | 0.97        |
| 8   | Stolarka Wołomin                      | 25  | 18    | 7     | 11    | 2             | 1             | 4             | 3             | 3             | 5             | 30   | 42   | 0.71  | 1544        | 1614        | 0.96        |
| 9   | Stilon Gorzów                         | 23  | 18    | 5     | 13    | 0             | 3             | 2             | 1             | 5             | 7             | 22   | 46   | 0.48  | 1501        | 1574        | 0.95        |
| 10  | Kazimierz Płomień Sosnowiec           | 22  | 18    | 4     | 14    | 2             | 1             | 1             | 4             | 5             | 5             | 25   | 45   | 0.56  | 1470        | 1596        | 0.92        |

Źródło: plusliga.pl
Punktacja: zwycięstwo - 2 pkt; porażka - 1 pkt
Zasady ustalania kolejności: 1. liczba punktów; 2. stosunek setów; 3. stosunek małych punktów; 4. bilans w bezpośrednich meczach
     Faza play-off
     Faza play-out

### Miejsca po danych kolejkach
| Drużyna \ Kolejka                | 1                                     | 2  | 3  | 4  | 5  | 6  | 7  | 8  | 9  | 10 | 11 | 12 | 13 | 14 | 15 | 16 | 17 | 18 |   |
| -------------------------------- | ------------------------------------- | -- | -- | -- | -- | -- | -- | -- | -- | -- | -- | -- | -- | -- | -- | -- | -- | -- | - |
| Drużyna \ Kolejka                | Galaxia Jurajska AZS Bank Częstochowa | 3  | 6  | 6  | 5  | 6  | 6  | 5  | 4  | 4  | 3  | 2  | 2  | 2  | 2  | 2  | 2  | 2  | 2 |
| Indykpol AZS Olsztyn             | 8                                     | 5  | 7  | 8  | 9  | 8  | 10 | 10 | 8  | 9  | 8  | 8  | 8  | 7  | 7  | 7  | 8  | 7  |   |
| Jastrzębie Borynia               | 6                                     | 8  | 5  | 7  | 7  | 7  | 7  | 7  | 6  | 6  | 6  | 5  | 4  | 4  | 4  | 3  | 3  | 3  |   |
| Kazimierz Płomień Sosnowiec      | 7                                     | 7  | 10 | 10 | 8  | 9  | 8  | 8  | 9  | 10 | 10 | 10 | 9  | 10 | 10 | 10 | 10 | 10 |   |
| KS Citroën Nysa                  | 2                                     | 2  | 2  | 2  | 3  | 3  | 2  | 3  | 2  | 4  | 5  | 4  | 5  | 5  | 5  | 5  | 5  | 5  |   |
| Morze Szczecin                   | 5                                     | 4  | 3  | 3  | 2  | 2  | 4  | 5  | 5  | 5  | 4  | 6  | 6  | 6  | 6  | 6  | 6  | 6  |   |
| Mostostal-Azoty Kędzierzyn-Koźle | 1                                     | 1  | 1  | 1  | 1  | 1  | 1  | 1  | 1  | 1  | 1  | 1  | 1  | 1  | 1  | 1  | 1  | 1  |   |
| Stilon Gorzów                    | 9                                     | 10 | 8  | 9  | 10 | 10 | 9  | 9  | 10 | 8  | 9  | 9  | 10 | 9  | 9  | 9  | 9  | 9  |   |
| Stolarka Wołomin                 | 10                                    | 9  | 9  | 6  | 5  | 5  | 6  | 6  | 7  | 7  | 7  | 7  | 7  | 8  | 8  | 8  | 7  | 8  |   |
| Warka Strong Czarni Radom        | 4                                     | 3  | 4  | 4  | 4  | 4  | 3  | 2  | 3  | 2  | 3  | 3  | 3  | 3  | 3  | 4  | 4  | 4  |   |

## Faza play-off

### Drabinka
|  |              |                                       |              |                                       |              |              |              |   |                                       |                                  |           |           |           |                    |                    |                    |                    |                    |                    |                    |                    |        |        |        |        |
|  | Ćwierćfinały | Ćwierćfinały                          | Ćwierćfinały | Ćwierćfinały                          | Ćwierćfinały | Ćwierćfinały | Ćwierćfinały |   |                                       | Półfinały                        | Półfinały | Półfinały | Półfinały | Półfinały          | Półfinały          | Półfinały          |                    |                    | Finały             | Finały             | Finały             | Finały | Finały | Finały | Finały |
|  | Ćwierćfinały | Ćwierćfinały                          | Ćwierćfinały | Ćwierćfinały                          | Ćwierćfinały | Ćwierćfinały | Ćwierćfinały |   |                                       | Półfinały                        | Półfinały | Półfinały | Półfinały | Półfinały          | Półfinały          | Półfinały          |                    |                    | Finały             | Finały             | Finały             | Finały | Finały | Finały | Finały |
|  |              |                                       |              |                                       |              |              |              |   |                                       |                                  |           |           |           |                    |                    |                    |                    |                    |                    |                    |                    |        |        |        |        |
|  |              |                                       |              |                                       |              |              |              |   |                                       |                                  |           |           |           |                    |                    |                    |                    |                    |                    |                    |                    |        |        |        |        |
|  | 1            | Mostostal-Azoty Kędzierzyn-Koźle      | 3            | 1                                     | 3            | 3            |              |   |                                       |                                  |           |           |           |                    |                    |                    |                    |                    |                    |                    |                    |        |        |        |        |
|  | 1            | Mostostal-Azoty Kędzierzyn-Koźle      | 3            | 1                                     | 3            | 3            |              |   |                                       |                                  |           |           |           |                    |                    |                    |                    |                    |                    |                    |                    |        |        |        |        |
|  | 8            | Stolarka Wołomin                      | 0            | 3                                     | 0            | 1            |              |   |                                       |                                  |           |           |           |                    |                    |                    |                    |                    |                    |                    |                    |        |        |        |        |
|  | 8            | Stolarka Wołomin                      | 0            | 3                                     | 0            | 1            |              |   | 1                                     | Mostostal-Azoty Kędzierzyn-Koźle | 3         | 3         | 3         |                    |                    |                    |                    |                    |                    |                    |                    |        |        |        |        |
|  |              |                                       |              |                                       |              |              |              |   | 1                                     | Mostostal-Azoty Kędzierzyn-Koźle | 3         | 3         | 3         |                    |                    |                    |                    |                    |                    |                    |                    |        |        |        |        |
|  |              |                                       | 4            | Warka Strong Czarni Radom             | 2            | 1            | 1            |   |                                       |                                  |           |           |           |                    |                    |                    |                    |                    |                    |                    |                    |        |        |        |        |
|  | 4            | Warka Strong Czarni Radom             | 4            | Warka Strong Czarni Radom             | 2            | 1            | 1            | 3 | 3                                     | 3                                |           |           |           |                    |                    |                    |                    |                    |                    |                    |                    |        |        |        |        |
|  | 4            | Warka Strong Czarni Radom             |              |                                       |              |              |              |   |                                       |                                  |           |           |           |                    |                    |                    |                    |                    |                    |                    |                    |        |        |        |        |
|  | 5            | KS Citroën Nysa                       | 0            | 1                                     | 2            |              |              |   |                                       |                                  |           |           |           |                    |                    |                    |                    |                    |                    |                    |                    |        |        |        |        |
|  | 5            | KS Citroën Nysa                       | 0            | 1                                     | 2            |              |              | 1 | Mostostal-Azoty Kędzierzyn-Koźle      | 3                                | 3         | 3         |           |                    |                    |                    |                    |                    |                    |                    |                    |        |        |        |        |
|  |              |                                       |              |                                       |              |              |              |   |                                       |                                  |           |           |           |                    |                    |                    |                    |                    |                    |                    |                    |        |        |        |        |
|  |              |                                       | 2            | Galaxia Jurajska AZS Bank Częstochowa | 0            | 2            | 1            |   |                                       |                                  |           |           |           |                    |                    |                    |                    |                    |                    |                    |                    |        |        |        |        |
|  | 2            | Galaxia Jurajska AZS Bank Częstochowa | 2            | Galaxia Jurajska AZS Bank Częstochowa | 0            | 2            | 1            | 3 | 3                                     | 3                                |           |           |           |                    |                    |                    |                    |                    |                    |                    |                    |        |        |        |        |
|  | 2            | Galaxia Jurajska AZS Bank Częstochowa |              |                                       |              |              |              |   |                                       |                                  |           |           |           |                    |                    |                    |                    |                    |                    |                    |                    |        |        |        |        |
|  | 7            | Indykpol AZS Olsztyn                  | 0            | 1                                     | 2            |              |              |   |                                       |                                  |           |           |           |                    |                    |                    |                    |                    |                    |                    |                    |        |        |        |        |
|  | 7            | Indykpol AZS Olsztyn                  | 0            | 1                                     | 2            |              |              | 2 | Galaxia Jurajska AZS Bank Częstochowa | 3                                | 2         | 3         | 1         | 3                  | Mecze o 3. miejsce | Mecze o 3. miejsce | Mecze o 3. miejsce | Mecze o 3. miejsce | Mecze o 3. miejsce | Mecze o 3. miejsce | Mecze o 3. miejsce |        |        |        |        |
|  |              |                                       |              |                                       |              |              |              | 2 | Galaxia Jurajska AZS Bank Częstochowa | 3                                | 2         | 3         | 1         | 3                  | Mecze o 3. miejsce | Mecze o 3. miejsce | Mecze o 3. miejsce | Mecze o 3. miejsce | Mecze o 3. miejsce | Mecze o 3. miejsce | Mecze o 3. miejsce |        |        |        |        |
|  |              |                                       | 3            | Jastrzębie Borynia                    | 1            | 3            | 1            | 3 | 1                                     |                                  |           |           |           |                    |                    |                    |                    |                    |                    |                    |                    |        |        |        |        |
|  | 3            | Jastrzębie Borynia                    | 3            | Jastrzębie Borynia                    | 1            | 3            | 1            | 3 | 1                                     | 3                                | 3         | 3         |           |                    |                    |                    |                    |                    |                    |                    |                    |        |        |        |        |
|  | 3            | Jastrzębie Borynia                    |              |                                       |              |              |              |   |                                       |                                  |           | 3         | 3         | Jastrzębie Borynia | 3                  | 2                  | 0                  | 3                  | 3                  |                    |                    |        |        |        |        |
|  | 6            | Morze Szczecin                        | 1            | 0                                     | 1            |              |              |   |                                       |                                  |           |           | 3         | Jastrzębie Borynia | 3                  | 2                  | 0                  | 3                  | 3                  |                    |                    |        |        |        |        |
|  | 6            | Morze Szczecin                        | 1            | 0                                     | 1            |              |              | 4 | Warka Strong Czarni Radom             | 1                                | 3         | 3         | 0         | 0                  |                    |                    |                    |                    |                    |                    |                    |        |        |        |        |
|  |              |                                       |              |                                       |              |              |              | 4 | Warka Strong Czarni Radom             | 1                                | 3         | 3         | 0         | 0                  |                    |                    |                    |                    |                    |                    |                    |        |        |        |        |

|  |                     |                      |                     |                      |                     |                     |                     |   |   |                    |                    |                    |                    |                    |                    |                    |
|  | Mecze o miejsca 5-8 | Mecze o miejsca 5-8  | Mecze o miejsca 5-8 | Mecze o miejsca 5-8  | Mecze o miejsca 5-8 | Mecze o miejsca 5-8 | Mecze o miejsca 5-8 |   |   | Mecze o 5. miejsce | Mecze o 5. miejsce | Mecze o 5. miejsce | Mecze o 5. miejsce | Mecze o 5. miejsce | Mecze o 5. miejsce | Mecze o 5. miejsce |
|  | Mecze o miejsca 5-8 | Mecze o miejsca 5-8  | Mecze o miejsca 5-8 | Mecze o miejsca 5-8  | Mecze o miejsca 5-8 | Mecze o miejsca 5-8 | Mecze o miejsca 5-8 |   |   | Mecze o 5. miejsce | Mecze o 5. miejsce | Mecze o 5. miejsce | Mecze o 5. miejsce | Mecze o 5. miejsce | Mecze o 5. miejsce | Mecze o 5. miejsce |
|  |                     |                      |                     |                      |                     |                     |                     |   |   |                    |                    |                    |                    |                    |                    |                    |
|  |                     |                      |                     |                      |                     |                     |                     |   |   |                    |                    |                    |                    |                    |                    |                    |
|  | 5                   | KS Citroën Nysa      | 2                   | 3                    | 0                   | 2                   |                     |   |   |                    |                    |                    |                    |                    |                    |                    |
|  | 5                   | KS Citroën Nysa      | 2                   | 3                    | 0                   | 2                   |                     |   |   |                    |                    |                    |                    |                    |                    |                    |
|  | 8                   | Stolarka Wołomin     | 3                   | 1                    | 3                   | 3                   |                     |   |   |                    |                    |                    |                    |                    |                    |                    |
|  | 8                   | Stolarka Wołomin     | 3                   | 1                    | 3                   | 3                   |                     |   | 8 | Stolarka Wołomin   | 2                  | 3                  | 3                  | 0                  | 0                  |                    |
|  |                     |                      |                     |                      |                     |                     |                     |   | 8 | Stolarka Wołomin   | 2                  | 3                  | 3                  | 0                  | 0                  |                    |
|  |                     |                      | 7                   | Indykpol AZS Olsztyn | 3                   | 2                   | 0                   | 3 | 3 |                    |                    |                    |                    |                    |                    |                    |
|  | 6                   | Morze Szczecin       | 7                   | Indykpol AZS Olsztyn | 3                   | 2                   | 0                   | 3 | 3 | 2                  | 1                  | 1                  |                    |                    |                    |                    |
|  | 6                   | Morze Szczecin       |                     |                      |                     |                     |                     |   |   |                    |                    | 1                  |                    |                    |                    |                    |
|  | 7                   | Indykpol AZS Olsztyn | 3                   | 3                    | 3                   |                     |                     |   |   |                    |                    |                    |                    |                    |                    |                    |
|  | 7                   | Indykpol AZS Olsztyn | 3                   | 3                    | 3                   | Mecze o 7. miejsce  |                     |   |   |                    |                    |                    |                    |                    |                    |                    |
|  |                     |                      |                     |                      |                     |                     |                     |   |   |                    |                    |                    |                    |                    |                    |                    |
|  |                     |                      |                     |                      |                     |                     |                     |   |   |                    |                    |                    |                    |                    |                    |                    |
|  |                     |                      |                     |                      |                     |                     |                     |   |   |                    |                    |                    |                    |                    |                    |                    |
|  | 5                   | KS Citroën Nysa      | 3                   | 3                    | 3                   |                     |                     |   |   |                    |                    |                    |                    |                    |                    |                    |
|  | 5                   | KS Citroën Nysa      | 3                   | 3                    | 3                   |                     |                     |   |   |                    |                    |                    |                    |                    |                    |                    |
|  | 6                   | Morze Szczecin       | 2                   | 0                    | 1                   |                     |                     |   |   |                    |                    |                    |                    |                    |                    |                    |
|  | 6                   | Morze Szczecin       | 2                   | 0                    | 1                   |                     |                     |   |   |                    |                    |                    |                    |                    |                    |                    |

### I runda

#### Ćwierćfinały
(do trzech zwycięstw)
| Data                                  | Godz.                                 | Gospodarz                             | Rezultat                                | Gość                                  | Widzów               |
| ------------------------------------- | ------------------------------------- | ------------------------------------- | --------------------------------------- | ------------------------------------- | -------------------- |
| Mostostal-Azoty Kędzierzyn-Koźle      | Mostostal-Azoty Kędzierzyn-Koźle      | Mostostal-Azoty Kędzierzyn-Koźle      | 3 – 1                                   | Stolarka Wołomin                      | Stolarka Wołomin     |
| 17.02.2001                            | 17:00                                 | Mostostal-Azoty Kędzierzyn-Koźle      | 3:0 (25:19, 25:21, 25:14)               | Stolarka Wołomin                      | 1000                 |
| 18.02.2001                            | 12:00                                 | Mostostal-Azoty Kędzierzyn-Koźle      | 1:3 (16:25, 22:25, 26:24, 23:25)        | Stolarka Wołomin                      | 800                  |
| 24.02.2001                            | 17:00                                 | Stolarka Wołomin                      | 0:3 (17:25, 16:25, 20:25)               | Mostostal-Azoty Kędzierzyn-Koźle      | 1200                 |
| 25.02.2001                            | 19:00                                 | Stolarka Wołomin                      | 1:3 (25:23, 16:25, 12:25, 25:27)        | Mostostal-Azoty Kędzierzyn-Koźle      | 1200                 |
| Warka Strong Czarni Radom             | Warka Strong Czarni Radom             | Warka Strong Czarni Radom             | 3 – 0                                   | KS Citroen Nysa                       | KS Citroen Nysa      |
| 16.02.2001                            | 19:00                                 | Warka Strong Czarni Radom             | 3:0 (25:23, 25:18, 25:15)               | KS Citroën Nysa                       | 1500                 |
| 17.02.2001                            | 17:00                                 | Warka Strong Czarni Radom             | 3:1 (25:23, 25:18, 21:25, 25:20)        | KS Citroën Nysa                       | 1500                 |
| 24.02.2001                            | 17:00                                 | KS Citroën Nysa                       | 2:3 (31:33, 17:25, 25:20, 25:19, 12:15) | Warka Strong Czarni Radom             | 650                  |
| Galaxia Jurajska AZS Bank Częstochowa | Galaxia Jurajska AZS Bank Częstochowa | Galaxia Jurajska AZS Bank Częstochowa | 3 – 0                                   | Indykpol AZS Olsztyn                  | Indykpol AZS Olsztyn |
| 17.02.2001                            | 17:00                                 | Galaxia Jurajska AZS Bank Częstochowa | 3:0 (28:26, 25:22, 25:17)               | Indykpol AZS Olsztyn                  | 2500                 |
| 18.02.2001                            | 12:00                                 | Galaxia Jurajska AZS Bank Częstochowa | 3:1 (31:33, 25:20, 25:18, 25:23)        | Indykpol AZS Olsztyn                  | 1500                 |
| 24.02.2001                            | 17:00                                 | Indykpol AZS Olsztyn                  | 2:3 (23:25, 25:14, 26:24, 16:25, 10:15) | Galaxia Jurajska AZS Bank Częstochowa | 1500                 |
| Jastrzębie Borynia                    | Jastrzębie Borynia                    | Jastrzębie Borynia                    | 3 – 0                                   | Morze Szczecin                        | Morze Szczecin       |
| 17.02.2001                            | 17:00                                 | Jastrzębie Borynia                    | 3:1 (25:20, 25:22, 22:25, 25:17)        | Morze Szczecin                        | 1200                 |
| 18.02.2001                            | 12:00                                 | Jastrzębie Borynia                    | 3:0 (28:26, 25:17, 25:22)               | Morze Szczecin                        | 1000                 |
| 23.02.2001                            | 19:00                                 | Morze Szczecin                        | 1:3 (17:25, 24:26, 25:23, 20:25)        | Jastrzębie Borynia                    | 700                  |

### II runda

#### Półfinały
(do trzech zwycięstw)
| Data                                  | Godz.                                 | Gospodarz                             | Rezultat                               | Gość                                  | Widzów                    |
| ------------------------------------- | ------------------------------------- | ------------------------------------- | -------------------------------------- | ------------------------------------- | ------------------------- |
| Mostostal-Azoty Kędzierzyn-Koźle      | Mostostal-Azoty Kędzierzyn-Koźle      | Mostostal-Azoty Kędzierzyn-Koźle      | 3 – 0                                  | Warka Strong Czarni Radom             | Warka Strong Czarni Radom |
| 09.03.2001                            | 19:00                                 | Mostostal-Azoty Kędzierzyn-Koźle      | 3:2 (21:25, 25:21, 22:25, 25:21, 15:9) | Warka Strong Czarni Radom             | 1500                      |
| 10.03.2001                            | 17:00                                 | Mostostal-Azoty Kędzierzyn-Koźle      | 3:1 (32:30, 17:25, 25:21, 25:17)       | Warka Strong Czarni Radom             | 1500                      |
| 18.03.2001                            | 14:45                                 | Warka Strong Czarni Radom             | 1:3 (25:19, 15:25, 12:25, 19:25)       | Mostostal-Azoty Kędzierzyn-Koźle      | 1500                      |
| Galaxia Jurajska AZS Bank Częstochowa | Galaxia Jurajska AZS Bank Częstochowa | Galaxia Jurajska AZS Bank Częstochowa | 3 – 2                                  | Jastrzębie Borynia                    | Jastrzębie Borynia        |
| 10.03.2001                            | 17:00                                 | Galaxia Jurajska AZS Bank Częstochowa | 3:1 (21:25, 28:26, 25:22, 25:17)       | Jastrzębie Borynia                    | 3500                      |
| 11.03.2001                            | 19:10                                 | Galaxia Jurajska AZS Bank Częstochowa | 2:3 (25:27, 15:25, 25:21, 25:13, 9:15) | Jastrzębie Borynia                    | 2500                      |
| 16.03.2001                            | 19:00                                 | Jastrzębie Borynia                    | 1:3 (18:25, 25:21, 20:25, 23:25)       | Galaxia Jurajska AZS Bank Częstochowa | 1000                      |
| 18.03.2001                            | 12:00                                 | Jastrzębie Borynia                    | 3:1 (25:22, 25:20, 19:25, 25:21)       | Galaxia Jurajska AZS Bank Częstochowa | 800                       |
| 23.03.2001                            | 19:10                                 | Galaxia Jurajska AZS Bank Częstochowa | 3:1 (25:19, 17:25, 25:22, 25:13)       | Jastrzębie Borynia                    | 4000                      |

#### Mecze o miejsca 5-8
(do trzech zwycięstw)
| Data            | Godz.           | Gospodarz            | Rezultat                                | Gość                 | Widzów               |
| --------------- | --------------- | -------------------- | --------------------------------------- | -------------------- | -------------------- |
| KS Citroen Nysa | KS Citroen Nysa | KS Citroen Nysa      | 1 – 3                                   | Stolarka Wołomin     | Stolarka Wołomin     |
| 10.03.2001      | 17:00           | KS Citroën Nysa      | 2:3 (18:25, 25:27, 25:22, 25:20, 14:16) | Stolarka Wołomin     | 650                  |
| 11.03.2001      | 12:00           | KS Citroën Nysa      | 3:1 (25:18, 25:21, 23:25, 25:22)        | Stolarka Wołomin     | 350                  |
| 17.03.2001      | 17:00           | Stolarka Wołomin     | 3:0 (25:22, 25:12, 25:17)               | KS Citroën Nysa      | 500                  |
| 18.03.2001      | 12:00           | Stolarka Wołomin     | 3:2 (25:20, 20:25, 23:25, 25:20, 15:11) | KS Citroën Nysa      | 400                  |
| Morze Szczecin  | Morze Szczecin  | Morze Szczecin       | 0 – 3                                   | Indykpol AZS Olsztyn | Indykpol AZS Olsztyn |
| 10.03.2001      | 17:00           | Morze Szczecin       | 2:3 (25:20, 25:23, 19:25, 20:25, 11:15) | Indykpol AZS Olsztyn | 300                  |
| 11.03.2001      | 12:00           | Morze Szczecin       | 1:3 (23:25, 16:25, 25:19, 23:25)        | Indykpol AZS Olsztyn | 300                  |
| 17.03.2001      | 17:00           | Indykpol AZS Olsztyn | 3:1 (22:25, 25:20, 25:21, 25:19)        | Morze Szczecin       | 1200                 |

### III runda

#### Finały
(do trzech zwycięstw)
| Data                             | Godz.                            | Gospodarz                             | Rezultat                                | Gość                                  | Widzów                                |
| -------------------------------- | -------------------------------- | ------------------------------------- | --------------------------------------- | ------------------------------------- | ------------------------------------- |
| Mostostal-Azoty Kędzierzyn-Koźle | Mostostal-Azoty Kędzierzyn-Koźle | Mostostal-Azoty Kędzierzyn-Koźle      | 3 – 0                                   | Galaxia Jurajska AZS Bank Częstochowa | Galaxia Jurajska AZS Bank Częstochowa |
| 30.03.2001                       | 19:10                            | Mostostal-Azoty Kędzierzyn-Koźle      | 3:0 (25:22, 25:23, 25:14)               | Galaxia Jurajska AZS Bank Częstochowa | 1300                                  |
| 01.04.2001                       | 19:10                            | Mostostal-Azoty Kędzierzyn-Koźle      | 3:2 (16:25, 25:21, 25:19, 23:25, 15:13) | Galaxia Jurajska AZS Bank Częstochowa | 1300                                  |
| 08.04.2001                       | 14:50                            | Galaxia Jurajska AZS Bank Częstochowa | 1:3 (22:25, 25:21, 12:25, 23:25)        | Mostostal-Azoty Kędzierzyn-Koźle      | 3500                                  |

#### Mecze o 3. miejsce
(do trzech zwycięstw)
| Data               | Godz.              | Gospodarz                 | Rezultat                               | Gość                      | Widzów                    |
| ------------------ | ------------------ | ------------------------- | -------------------------------------- | ------------------------- | ------------------------- |
| Jastrzębie Borynia | Jastrzębie Borynia | Jastrzębie Borynia        | 3 – 2                                  | Warka Strong Czarni Radom | Warka Strong Czarni Radom |
| 31.03.2001         | 17:00              | Jastrzębie Borynia        | 3:1 (22:25, 25:15, 25:16, 26:24)       | Warka Strong Czarni Radom | 500                       |
| 01.04.2001         | 12:00              | Jastrzębie Borynia        | 2:3 (33:35, 20:25, 25:21, 25:19, 8:15) | Warka Strong Czarni Radom | 500                       |
| 06.04.2001         | 19:00              | Warka Strong Czarni Radom | 3:0 (25:23, 25:23, 25:19)              | Jastrzębie Borynia        | 1500                      |
| 07.04.2001         | 18:00              | Warka Strong Czarni Radom | 0:3 (23:25, 16:25, 20:25)              | Jastrzębie Borynia        | 1500                      |
| 11.04.2001         | 19:00              | Jastrzębie Borynia        | 3:0 (25:21, 25:22, 25:19)              | Warka Strong Czarni Radom | 1000                      |

#### Mecze o 5. miejsce
(do trzech zwycięstw)
| Data                 | Godz.                | Gospodarz            | Rezultat                                | Gość                 | Widzów           |
| -------------------- | -------------------- | -------------------- | --------------------------------------- | -------------------- | ---------------- |
| Indykpol AZS Olsztyn | Indykpol AZS Olsztyn | Indykpol AZS Olsztyn | 3 – 2                                   | Stolarka Wołomin     | Stolarka Wołomin |
| 31.03.2001           | 17:00                | Indykpol AZS Olsztyn | 3:2 (25:21, 21:25, 16:25, 27:25, 19:17) | Stolarka Wołomin     | 800              |
| 01.04.2001           | 12:00                | Indykpol AZS Olsztyn | 2:3 (25:20, 26:28, 25:16, 14:25, 15:17) | Stolarka Wołomin     | 700              |
| 07.04.2001           | 17:00                | Stolarka Wołomin     | 3:0 (25:23, 25:22, 25:18)               | Indykpol AZS Olsztyn | 600              |
| 08.04.2001           | 12:00                | Stolarka Wołomin     | 0:3 (22:25, 20:25, 22:25)               | Indykpol AZS Olsztyn | 400              |
| 11.04.2001           | 18:00                | Indykpol AZS Olsztyn | 3:0 (25:20, 25:23, 26:24)               | Stolarka Wołomin     | 1000             |

#### Mecze o 7. miejsce
(do trzech zwycięstw)
| Data            | Godz.           | Gospodarz       | Rezultat                               | Gość            | Widzów         |
| --------------- | --------------- | --------------- | -------------------------------------- | --------------- | -------------- |
| KS Citroen Nysa | KS Citroen Nysa | KS Citroen Nysa | 3 – 0                                  | Morze Szczecin  | Morze Szczecin |
| 31.03.2001      | 17:00           | KS Citroën Nysa | 3:2 (25:22, 27:29, 23:25, 25:13, 15:7) | Morze Szczecin  | 400            |
| 01.04.2001      | 12:00           | KS Citroën Nysa | 3:0 (25:22, 25:21, 25:21)              | Morze Szczecin  | 200            |
| 07.04.2001      | 17:00           | Morze Szczecin  | 1:3 (26:24, 22:25, 15:25, 24:26)       | KS Citroën Nysa | 300            |

## Faza play-out

### Mecze o 9. miejsce
(do czterech zwycięstw)
| Data          | Godz.         | Gospodarz                   | Rezultat                                | Gość                        | Widzów                      |
| ------------- | ------------- | --------------------------- | --------------------------------------- | --------------------------- | --------------------------- |
| Stilon Gorzów | Stilon Gorzów | Stilon Gorzów               | 4 – 2                                   | Kazimierz Płomień Sosnowiec | Kazimierz Płomień Sosnowiec |
| 24.02.2001    | 17:00         | Stilon Gorzów               | 3:0 (25:22, 25:18, 25:17)               | Kazimierz Płomień Sosnowiec | 600                         |
| 02.03.2001    | 19:00         | Kazimierz Płomień Sosnowiec | 2:3 (25:21, 25:21, 17:25, 21:25, 12:15) | Stilon Gorzów               | 700                         |
| 03.03.2001    | 18:00         | Kazimierz Płomień Sosnowiec | 3:2 (19:25, 25:20, 15:25, 25:19, 15:13) | Stilon Gorzów               | 700                         |
| 10.03.2001    | 17:00         | Stilon Gorzów               | 3:1 (25:19, 25:16, 16:25, 25:12)        | Kazimierz Płomień Sosnowiec | 900                         |
| 11.03.2001    | 12:00         | Stilon Gorzów               | 0:3 (22:25, 22:25, 19:25)               | Kazimierz Płomień Sosnowiec | 900                         |
| 17.03.2001    | 19:00         | Kazimierz Płomień Sosnowiec | 1:3 (19:25, 22:25, 25:17, 18:25)        | Stilon Gorzów               | 800                         |

## Baraże
(do trzech zwycięstw)
| Data          | Godz.         | Gospodarz      | Rezultat                                | Gość           | Widzów         |
| ------------- | ------------- | -------------- | --------------------------------------- | -------------- | -------------- |
| Stilon Gorzów | Stilon Gorzów | Stilon Gorzów  | 2 – 3                                   | Skra Bełchatów | Skra Bełchatów |
| 31.03.2001    | 17:00         | Stilon Gorzów  | 3:2 (17:25, 25:23, 23:25, 25:19, 15:13) | Skra Bełchatów | 850            |
| 01.04.2001    | 17:00         | Stilon Gorzów  | 0:3 (27:29, 20:25, 23:25)               | Skra Bełchatów | 700            |
| 07.04.2001    | 17:00         | Skra Bełchatów | 0:3 (22:25, 21:25, 23:25)               | Stilon Gorzów  | 1250           |
| 08.04.2001    | 17:00         | Skra Bełchatów | 3:0 (25:23, 25:22, 30:28)               | Stilon Gorzów  | 1250           |
| 18.04.2001    | 18:00         | Stilon Gorzów  | 1:3 (25:17, 21:25, 23:25, 24:26)        | Skra Bełchatów | 900            |

## Klasyfikacja końcowa
| Lp. | Drużyna                               |
| --- | ------------------------------------- |
| 1   | Mostostal-Azoty Kędzierzyn-Koźle      |
| 2   | Galaxia Jurajska AZS Bank Częstochowa |
| 3   | Jastrzębie Borynia                    |
| 4   | Warka Strong Czarni Radom             |
| 5   | Indykpol AZS Olsztyn                  |
| 6   | Stolarka Wołomin                      |
| 7   | KS Citroën Nysa                       |
| 8   | Morze Szczecin                        |
| 9   | Stilon Gorzów                         |
| 10  | Kazimierz Płomień Sosnowiec           |

| Mistrzostwo                      |
| -------------------------------- |
| Mostostal-Azoty Kędzierzyn-Koźle |
| Puchar                           |
| Mostostal-Azoty Kędzierzyn-Koźle |
| Spadek do I ligi serii B         |
| Kazimierz Płomień Sosnowiec      |
| Stilon Gorzów                    |
| Awans z I ligi serii B           |
| Gwardia Wrocław                  |
| Skra Bełchatów                   |

## Statystyki

### Sety, małe punkty i liczba widzów
| Faza zasadnicza                               |                                               |                                               |                                               |                                               |                                               |                                               |                                               |                               |                               |                               |                               |                               |                               |                               |                               |
| Kolejka                                       | Mecze                                         | Sety                                          | Średnio na mecz                               | Małe punkty                                   | Średnio na set                                | Liczba widzów                                 | Średnio na mecz                               | Kolejka                       | Mecze                         | Sety                          | Średnio na mecz               | Małe punkty                   | Średnio na set                | Liczba widzów                 | Średnio na mecz               |
| 1                                             | 5                                             | 19                                            | 3,80                                          | 847                                           | 44,58                                         | 5200                                          | 1040                                          | 10                            | 5                             | 20                            | 4,00                          | 855                           | 42,75                         | 5550                          | 1110                          |
| 2                                             | 5                                             | 20                                            | 4,00                                          | 902                                           | 45,10                                         | 4250                                          | 850                                           | 11                            | 5                             | 21                            | 4,20                          | 910                           | 43,33                         | 6250                          | 1250                          |
| 3                                             | 5                                             | 19                                            | 3,80                                          | 868                                           | 45,68                                         | 4500                                          | 900                                           | 12                            | 5                             | 22                            | 4,40                          | 977                           | 44,41                         | 5650                          | 1130                          |
| 4                                             | 5                                             | 18                                            | 3,60                                          | 792                                           | 44,00                                         | 4600                                          | 920                                           | 13                            | 5                             | 20                            | 4,00                          | 882                           | 44,10                         | 3710                          | 742                           |
| 5                                             | 5                                             | 20                                            | 4,00                                          | 910                                           | 45,50                                         | 4800                                          | 960                                           | 14                            | 5                             | 19                            | 3,80                          | 841                           | 44,26                         | 5600                          | 1120                          |
| 6                                             | 5                                             | 21                                            | 4,20                                          | 912                                           | 43,43                                         | 5600                                          | 1120                                          | 15                            | 5                             | 18                            | 3,60                          | 840                           | 46,67                         | 6150                          | 1230                          |
| 7                                             | 5                                             | 21                                            | 4,20                                          | 939                                           | 44,71                                         | 6400                                          | 1280                                          | 16                            | 5                             | 21                            | 4,20                          | 956                           | 45,52                         | 6400                          | 1280                          |
| 8                                             | 5                                             | 18                                            | 3,60                                          | 796                                           | 44,22                                         | 4650                                          | 930                                           | 17                            | 5                             | 19                            | 3,80                          | 834                           | 43,89                         | 5800                          | 1160                          |
| 9                                             | 5                                             | 19                                            | 3,80                                          | 832                                           | 43,79                                         | 6300                                          | 1260                                          | 18                            | 5                             | 17                            | 3,40                          | 787                           | 46,29                         | 6200                          | 1240                          |
| Podsumowanie rundy pierwszej (po 9 kolejkach) | Podsumowanie rundy pierwszej (po 9 kolejkach) | Podsumowanie rundy pierwszej (po 9 kolejkach) | Podsumowanie rundy pierwszej (po 9 kolejkach) | Podsumowanie rundy pierwszej (po 9 kolejkach) | Podsumowanie rundy pierwszej (po 9 kolejkach) | Podsumowanie rundy pierwszej (po 9 kolejkach) | Podsumowanie rundy pierwszej (po 9 kolejkach) | Podsumowanie rundy rewanżowej | Podsumowanie rundy rewanżowej | Podsumowanie rundy rewanżowej | Podsumowanie rundy rewanżowej | Podsumowanie rundy rewanżowej | Podsumowanie rundy rewanżowej | Podsumowanie rundy rewanżowej | Podsumowanie rundy rewanżowej |
| 1-9                                           | 45                                            | 175                                           | 3,89                                          | 7798                                          | 44,56                                         | 46300                                         | 1029                                          | 10-18                         | 45                            | 177                           | 3,93                          | 7882                          | 44,53                         | 51310                         | 1140                          |
| Faza play-off / Faza play-out                 |                                               |                                               |                                               |                                               |                                               |                                               |                                               |                               |                               |                               |                               |                               |                               |                               |                               |
| Runda                                         | Mecze                                         | Sety                                          | Średnio na mecz                               | Małe punkty                                   | Średnio na set                                | Liczba widzów                                 | Średnio na mecz                               | Runda                         | Mecze                         | Sety                          | Średnio na mecz               | Małe punkty                   | Średnio na set                | Liczba widzów                 | Średnio na mecz               |
| Ćwierćfinały                                  | 13                                            | 49                                            | 3,77                                          | 2211                                          | 45,12                                         | 16250                                         | 1250                                          | O miejsca 5-8                 | 7                             | 30                            | 4,29                          | 1307                          | 43,57                         | 3700                          | 529                           |
| Półfinały                                     | 8                                             | 34                                            | 4,25                                          | 1490                                          | 43,82                                         | 16300                                         | 2038                                          | O 5. miejsce                  | 5                             | 19                            | 3,80                          | 852                           | 44,84                         | 3500                          | 700                           |
| O 3. miejsce                                  | 5                                             | 18                                            | 3,60                                          | 815                                           | 45,28                                         | 5000                                          | 1000                                          | O 7. miejsce                  | 3                             | 12                            | 4,00                          | 537                           | 44,75                         | 900                           | 300                           |
| Finały                                        | 3                                             | 12                                            | 4,00                                          | 519                                           | 43,25                                         | 6100                                          | 2033                                          | O 9. miejsce                  | 6                             | 24                            | 4,00                          | 1017                          | 42,38                         | 4600                          | 767                           |

| Podsumowanie sezonu |       |      |                 |             |                |               |                 |
| Faza                | Mecze | Sety | Średnio na mecz | Małe punkty | Średnio na set | Liczba widzów | Średnio na mecz |
| Faza zasadnicza     | 90    | 352  | 3,91            | 15680       | 44,55          | 97610         | 1085            |
| Faza play-off       | 44    | 174  | 3,95            | 7731        | 44,43          | 51750         | 1176            |
| Faza play-out       | 6     | 24   | 4,00            | 1017        | 42,38          | 4600          | 767             |
| RAZEM               | 140   | 550  | 3,93            | 24428       | 44,41          | 153960        | 1100            |

### Liczba widzów według klubów
| Klub                                  | Mecze | Liczba widzów | Najwięcej widzów | Najmniej widzów | Średnia liczba widzów |
| ------------------------------------- | ----- | ------------- | ---------------- | --------------- | --------------------- |
| Galaxia Jurajska AZS Bank Częstochowa | 15    | 37 800        | 4000             | 1000            | 2520                  |
| Warka Strong Czarni Radom             | 14    | 19 300        | 2500             | 700             | 1379                  |
| Mostostal-Azoty Kędzierzyn-Koźle      | 15    | 18 700        | 1500             | 800             | 1247                  |
| Indykpol AZS Olsztyn                  | 14    | 17 000        | 2000             | 600             | 1214                  |
| Jastrzębie Borynia                    | 16    | 12 660        | 1200             | 500             | 791                   |
| KS Citroën Nysa                       | 14    | 11 000        | 1200             | 200             | 786                   |
| Stilon Gorzów                         | 12    | 9300          | 900              | 600             | 775                   |
| Kazimierz Płomień Sosnowiec           | 12    | 9250          | 1400             | 400             | 771                   |
| Stolarka Wołomin                      | 15    | 10 950        | 1500             | 400             | 730                   |
| Morze Szczecin                        | 13    | 8000          | 1100             | 300             | 615                   |

### Rankingi zawodników
| Rk             | Zawodnik                                               | M  | S   | Atak | Atak | Blok  | Blok | Zagrywka | Zagrywka | Pkt    | Pkt/S |
| Rk             | Zawodnik                                               | M  | S   | Pkt  | A/S  | Pkt   | B/S  | Pkt      | Z/S      | Pkt    | Pkt/S |
| -------------- | ------------------------------------------------------ | -- | --- | ---- | ---- | ----- | ---- | -------- | -------- | ------ | ----- |
| 1              | Krzysztof Śmigiel (Indykpol AZS Olsztyn)               | 29 | 118 | 500  | 4,24 | 53,00 | 0,45 | 23       | 0,19     | 576    | 4,88  |
| 2              | Mariusz Sordyl (Stolarka Wołomin)                      | 31 | 122 | 512  | 4,20 | 45,00 | 0,37 | 29       | 0,24     | 586    | 4,80  |
| 3              | Robert Prygiel (Warka Strong Czarni Radom)             | 28 | 116 | 453  | 3,91 | 37,83 | 0,33 | 44       | 0,38     | 534,83 | 4,61  |
| 4              | Przemysław Michalczyk (Jastrzębie Borynia)             | 30 | 111 | 411  | 3,70 | 52,00 | 0,47 | 34       | 0,31     | 497    | 4,48  |
| 5              | Krzysztof Janczak (Jastrzębie Borynia)                 | 30 | 111 | 412  | 3,71 | 46,33 | 0,42 | 37       | 0,33     | 495,33 | 4,46  |
| 6              | Paweł Papke (Mostostal-Azoty Kędzierzyn-Koźle)         | 28 | 105 | 392  | 3,73 | 35,83 | 0,34 | 30       | 0,29     | 457,83 | 4,36  |
| 7              | Dawid Murek (Galaxia Jurajska AZS Bank Częstochowa)    | 26 | 101 | 345  | 3,42 | 43,67 | 0,43 | 38       | 0,38     | 426,67 | 4,22  |
| 8              | Radosław Rybak (Morze Szczecin)                        | 22 | 91  | 305  | 3,35 | 32,17 | 0,35 | 22       | 0,24     | 359,17 | 3,95  |
| 9              | Paweł Maciejewicz (Stilon Gorzów)                      | 24 | 92  | 300  | 3,26 | 30,83 | 0,34 | 13       | 0,14     | 343,83 | 3,74  |
| 10             | Sebastian Świderski (Mostostal-Azoty Kędzierzyn-Koźle) | 26 | 99  | 313  | 3,16 | 27,72 | 0,28 | 17       | 0,17     | 357,72 | 3,61  |
| Źródło: pls.pl |                                                        |    |     |      |      |       |      |          |          |        |       |

| Rk             | Zawodnik                                                | M  | %     | Pkt/M | *     |
| -------------- | ------------------------------------------------------- | -- | ----- | ----- | ----- |
| 1              | Sebastian Świderski (Mostostal-Azoty Kędzierzyn-Koźle)  | 26 | 61,37 | 12,04 | 73,41 |
| 2              | Dawid Murek (Galaxia Jurajska AZS Bank Częstochowa)     | 26 | 57,89 | 13,27 | 71,16 |
| 3              | Witold Roman (Morze Szczecin)                           | 20 | 61,17 | 8,90  | 70,07 |
| 4              | Arkadiusz Gołaś (Galaxia Jurajska AZS Bank Częstochowa) | 29 | 63,31 | 6,72  | 70,04 |
| 5              | Robert Prygiel (Warka Strong Czarni Radom)              | 28 | 53,11 | 16,18 | 69,29 |
| 6              | Krzysztof Śmigiel (Indykpol AZS Olsztyn)                | 29 | 51,12 | 17,24 | 68,37 |
| 7              | Paweł Papke (Mostostal-Azoty Kędzierzyn-Koźle)          | 28 | 53,77 | 14,00 | 67,77 |
| 8              | Mariusz Sordyl (Stolarka Wołomin)                       | 31 | 50,74 | 16,52 | 67,26 |
| 9              | Radosław Rybak (Morze Szczecin)                         | 22 | 52,23 | 13,86 | 66,09 |
| 10             | Łukasz Kadziewicz (Indykpol AZS Olsztyn)                | 29 | 58,54 | 7,45  | 65,98 |
| Źródło: pls.pl |                                                         |    |       |       |       |

| Rk             | Zawodnik                                            | M  | Serwy | Pkt | %     |
| -------------- | --------------------------------------------------- | -- | ----- | --- | ----- |
| 1              | Robert Prygiel (Warka Strong Czarni Radom)          | 28 | 440   | 44  | 10,00 |
| 2              | Dawid Murek (Galaxia Jurajska AZS Bank Częstochowa) | 26 | 385   | 38  | 9,87  |
| 3              | Rafał Musielak (Mostostal-Azoty Kędzierzyn-Koźle)   | 28 | 348   | 31  | 8,91  |
| 4              | Mariusz Firszt (Stolarka Wołomin)                   | 25 | 250   | 22  | 8,80  |
| 5              | Krzysztof Janczak (Jastrzębie Borynia)              | 30 | 433   | 37  | 8,55  |
| 6              | Marcin Prus (Mostostal-Azoty Kędzierzyn-Koźle)      | 28 | 310   | 26  | 8,39  |
| 7              | Daniel Pliński (Stolarka Wołomin)                   | 31 | 412   | 34  | 8,25  |
| 8              | Marek Fornal (Kazimierz Płomień Sosnowiec)          | 23 | 231   | 19  | 8,23  |
| 9              | Przemysław Michalczyk (Jastrzębie Borynia)          | 30 | 418   | 34  | 8,13  |
| 10             | Radosław Rybak (Morze Szczecin)                     | 22 | 276   | 22  | 7,97  |
| Źródło: pls.pl |                                                     |    |       |     |       |

| Rk             | Zawodnik                                            | M  | Przyjęcia | Przyjęcia | Przyjęcia | %     |
| Rk             | Zawodnik                                            | M  | Suma      | Bdb       | Db        | %     |
| -------------- | --------------------------------------------------- | -- | --------- | --------- | --------- | ----- |
| 1              | Krzysztof Wójcik (Jastrzębie Borynia)               | 31 | 538       | 125       | 292       | 77,51 |
| 2              | Dušan Kubica (Mostostal-Azoty Kędzierzyn-Koźle)     | 28 | 555       | 274       | 141       | 74,77 |
| 3              | Piotr Poskrobko (Indykpol AZS Olsztyn)              | 29 | 788       | 371       | 201       | 72,59 |
| 4              | Krzysztof Gierczyński (Morze Szczecin)              | 25 | 683       | 235       | 253       | 71,45 |
| 5              | Jarosław Wojczuk (Stilon Gorzów)                    | 20 | 416       | 115       | 182       | 71,39 |
| 6              | Rafał Musielak (Mostostal-Azoty Kędzierzyn-Koźle)   | 28 | 796       | 329       | 236       | 70,98 |
| 7              | Igor Woronin (Warka Strong Czarni Radom)            | 24 | 317       | 145       | 80        | 70,98 |
| 8              | Paweł Kuciński (KS Citroën Nysa)                    | 26 | 514       | 197       | 158       | 69,07 |
| 9              | Dawid Murek (Galaxia Jurajska AZS Bank Częstochowa) | 26 | 553       | 246       | 132       | 68,35 |
| 10             | Robert Milbrant (Jastrzębie Borynia)                | 31 | 1112      | 126       | 631       | 68,08 |
| Źródło: pls.pl |                                                     |    |           |           |           |       |

| Rk             | Zawodnik                                                   | M  | S   | O-DOK | O-DOK/S |
| -------------- | ---------------------------------------------------------- | -- | --- | ----- | ------- |
| 1              | Adam Cziszewski (Morze Szczecin)                           | 27 | 111 | 219   | 1,97    |
| 2              | Krzysztof Wójcik (Jastrzębie Borynia)                      | 31 | 115 | 226   | 1,97    |
| 3              | Krzysztof Ignaczak (Galaxia Jurajska AZS Bank Częstochowa) | 26 | 101 | 167   | 1,65    |
| 4              | Dušan Kubica (Mostostal-Azoty Kędzierzyn-Koźle)            | 28 | 105 | 150   | 1,43    |
| 5              | Radosław Maciejewicz (Stilon Gorzów)                       | 24 | 92  | 119   | 1,29    |
| 6              | Szymon Fiedorow (Indykpol AZS Olsztyn)                     | 28 | 115 | 129   | 1,12    |
| 7              | Marian Kardas (Warka Strong Czarni Radom)                  | 27 | 112 | 114   | 1,02    |
| 8              | Marcin Witoszek (Kazimierz Płomień Sosnowiec)              | 23 | 90  | 88    | 0,98    |
| 9              | Rafał Legień (Stolarka Wołomin)                            | 31 | 122 | 119   | 0,98    |
| 10             | Pavel Řezníček (KS Citroën Nysa)                           | 27 | 106 | 102   | 0,96    |
| Źródło: pls.pl |                                                            |    |     |       |         |

| Rk | Zawodnik                                               | M  | S   | B1 | B2  | B3 | Pkt    | Pkt/S |
| --- | ------------------------------------------------------ | -- | --- | -- | --- | -- | ------ | ----- |
| 1 | Andriej Tołoczko (Jastrzębie Borynia)                  | 31 | 115 | 36 | 114 | 31 | 103,33 | 0,90  |
| 2 | Zdzisław Olejnik (Stilon Gorzów)                       | 24 | 92  | 16 | 102 | 14 | 71,67  | 0,78  |
| 3 | Łukasz Kadziewicz (Indykpol AZS Olsztyn)               | 29 | 118 | 23 | 125 | 12 | 89,50  | 0,76  |
| 4 | Jakub Markiewicz (Morze Szczecin)                      | 21 | 88  | 17 | 78  | 16 | 61,33  | 0,70  |
| 5 | Grzegorz Nowak (Jastrzębie Borynia)                    | 30 | 112 | 18 | 98  | 20 | 73,67  | 0,66  |
| 6 | Adam Nowik (Warka Strong Czarni Radom)                 | 25 | 104 | 20 | 89  | 6  | 66,50  | 0,64  |
| 7 | Marcin Prus (Mostostal-Azoty Kędzierzyn-Koźle)         | 28 | 105 | 11 | 96  | 15 | 64,00  | 0,61  |
| 8 | Robert Szczerbaniuk (Mostostal-Azoty Kędzierzyn-Koźle) | 28 | 105 | 9  | 94  | 21 | 63,00  | 0,60  |
| 9 | Jarosław Stancelewski (Warka Strong Czarni Radom)      | 26 | 108 | 24 | 74  | 6  | 63,00  | 0,58  |
| 10 | Daniel Pliński (Stolarka Wołomin)                      | 31 | 122 | 12 | 95  | 30 | 69,50  | 0,57  |
| Zawodnik otrzymywał: - za udział w bloku pojedynczym – 1 pkt, - za udział w bloku podwójnym – 0,5 pkt, - za udział w bloku potrójnym – 0,33 pkt. Źródło: pls.pl |                                                        |    |     |    |     |    |        |       |

### Rankingi drużynowe
| Rk                          | Drużyna                               | M  | Ataki | Pkt  | %     |
| --------------------------- | ------------------------------------- | -- | ----- | ---- | ----- |
| 1                           | Mostostal-Azoty Kędzierzyn-Koźle      | 28 | 2498  | 1393 | 55,76 |
| 2                           | Galaxia Jurajska AZS Bank Częstochowa | 29 | 2605  | 1428 | 54,82 |
| 3                           | Warka Strong Czarni Radom             | 29 | 2734  | 1453 | 53,15 |
| 4                           | Jastrzębie Borynia                    | 31 | 2682  | 1409 | 52,54 |
| 5                           | Indykpol AZS Olsztyn                  | 29 | 2875  | 1495 | 52,00 |
| 6                           | KS Citroën Nysa                       | 28 | 2509  | 1279 | 50,98 |
| 7                           | Stilon Gorzów                         | 24 | 2135  | 1085 | 50,82 |
| 8                           | Morze Szczecin                        | 27 | 2662  | 1346 | 50,56 |
| 9                           | Stolarka Wołomin                      | 31 | 2878  | 1432 | 49,76 |
| 10                          | Kazimierz Płomień Sosnowiec           | 24 | 2192  | 1078 | 49,18 |
| Źródło: pls.pl, plusliga.pl |                                       |    |       |      |       |

| Rk                          | Drużyna                               | M  | S   | Pkt | Pkt/S |
| --------------------------- | ------------------------------------- | -- | --- | --- | ----- |
| 1                           | Jastrzębie Borynia                    | 31 | 115 | 371 | 3,23  |
| 2                           | Stilon Gorzów                         | 24 | 92  | 275 | 3,00  |
| 3                           | Indykpol AZS Olsztyn                  | 29 | 118 | 328 | 2,78  |
| 4                           | Morze Szczecin                        | 27 | 111 | 303 | 2,73  |
| 5                           | Mostostal-Azoty Kędzierzyn-Koźle      | 28 | 105 | 286 | 2,73  |
| 6                           | Galaxia Jurajska AZS Bank Częstochowa | 29 | 113 | 296 | 2,62  |
| 7                           | Kazimierz Płomień Sosnowiec           | 24 | 94  | 241 | 2,57  |
| 8                           | Warka Strong Czarni Radom             | 29 | 120 | 295 | 2,46  |
| 9                           | KS Citroën Nysa                       | 28 | 110 | 261 | 2,38  |
| 10                          | Stolarka Wołomin                      | 31 | 122 | 289 | 2,37  |
| Źródło: pls.pl, plusliga.pl |                                       |    |     |     |       |

| Rk                          | Drużyna                               | M  | Serwy | Pkt | %    |
| --------------------------- | ------------------------------------- | -- | ----- | --- | ---- |
| 1                           | Mostostal-Azoty Kędzierzyn-Koźle      | 28 | 2408  | 148 | 6,15 |
| 2                           | Warka Strong Czarni Radom             | 29 | 2428  | 132 | 5,44 |
| 3                           | Kazimierz Płomień Sosnowiec           | 24 | 1884  | 96  | 5,10 |
| 4                           | Stolarka Wołomin                      | 31 | 2650  | 131 | 4,94 |
| 5                           | KS Citroën Nysa                       | 28 | 2228  | 109 | 4,89 |
| 6                           | Galaxia Jurajska AZS Bank Częstochowa | 29 | 2496  | 122 | 4,89 |
| 7                           | Jastrzębie Borynia                    | 31 | 2560  | 123 | 4,80 |
| 8                           | Morze Szczecin                        | 27 | 2290  | 109 | 4,76 |
| 9                           | Indykpol AZS Olsztyn                  | 29 | 2548  | 108 | 4,24 |
| 10                          | Stilon Gorzów                         | 24 | 1884  | 70  | 3,72 |
| Źródło: pls.pl, plusliga.pl |                                       |    |       |     |      |

| Rk                          | Drużyna                               | M  | S   | O-DOK | O-DOK/S |
| --------------------------- | ------------------------------------- | -- | --- | ----- | ------- |
| 1                           | Morze Szczecin                        | 27 | 111 | 577   | 5,20    |
| 2                           | Stilon Gorzów                         | 24 | 92  | 467   | 5,08    |
| 3                           | Mostostal-Azoty Kędzierzyn-Koźle      | 28 | 105 | 526   | 5,01    |
| 4                           | Jastrzębie Borynia                    | 31 | 115 | 542   | 4,71    |
| 5                           | Galaxia Jurajska AZS Bank Częstochowa | 29 | 113 | 527   | 4,66    |
| 6                           | Stolarka Wołomin                      | 31 | 122 | 560   | 4,59    |
| 7                           | KS Citroën Nysa                       | 28 | 110 | 492   | 4,47    |
| 8                           | Indykpol AZS Olsztyn                  | 29 | 118 | 509   | 4,31    |
| 9                           | Kazimierz Płomień Sosnowiec           | 24 | 94  | 371   | 3,95    |
| 10                          | Warka Strong Czarni Radom             | 29 | 120 | 439   | 3,66    |
| Źródło: pls.pl, plusliga.pl |                                       |    |     |       |         |

| Rk                          | Drużyna                               | M  | Przyjęcia | Przyjęcia | Przyjęcia | %     |
| Rk                          | Drużyna                               | M  | Suma      | Bdb       | Db        | %     |
| --------------------------- | ------------------------------------- | -- | --------- | --------- | --------- | ----- |
| 1                           | Mostostal-Azoty Kędzierzyn-Koźle      | 28 | 1839      | 748       | 504       | 68,08 |
| 2                           | Jastrzębie Borynia                    | 31 | 2081      | 288       | 1107      | 67,04 |
| 3                           | Galaxia Jurajska AZS Bank Częstochowa | 29 | 1992      | 783       | 540       | 66,42 |
| 4                           | Morze Szczecin                        | 27 | 2086      | 586       | 797       | 66,30 |
| 5                           | Indykpol AZS Olsztyn                  | 29 | 2281      | 938       | 546       | 65,06 |
| 6                           | Stilon Gorzów                         | 24 | 1631      | 447       | 613       | 64,99 |
| 7                           | Warka Strong Czarni Radom             | 29 | 2036      | 717       | 594       | 64,39 |
| 8                           | KS Citroën Nysa                       | 28 | 1887      | 671       | 497       | 61,90 |
| 9                           | Kazimierz Płomień Sosnowiec           | 24 | 1761      | 318       | 771       | 61,84 |
| 10                          | Stolarka Wołomin                      | 31 | 2300      | 603       | 808       | 61,35 |
| Źródło: pls.pl, plusliga.pl |                                       |    |           |           |           |       |

## Składy drużyn
| Galaxia Jurajska AZS Bank Częstochowa | Galaxia Jurajska AZS Bank Częstochowa | Galaxia Jurajska AZS Bank Częstochowa | Galaxia Jurajska AZS Bank Częstochowa | Galaxia Jurajska AZS Bank Częstochowa |
| Nr                                    | Imię i nazwisko                       | Data ur.                              | Wzrost                                | Pozycja                               |
| ------------------------------------- | ------------------------------------- | ------------------------------------- | ------------------------------------- | ------------------------------------- |
| 1                                     | Radosław Panas                        | 11.05.1970                            | 195                                   | przyjmujący                           |
| 2                                     | Grzegorz Szymański                    | 12.07.1978                            | 202                                   | atakujący                             |
| 3                                     | Michał Bąkiewicz                      | 22.03.1981                            | 197                                   | przyjmujący                           |
| 4                                     | Damian Dacewicz                       | 28.09.1974                            | 209                                   | środkowy                              |
| 5                                     | Arkadiusz Gołaś                       | 10.05.1981                            | 201                                   | środkowy                              |
| 6                                     | Dawid Murek                           | 24.07.1977                            | 196                                   | przyjmujący                           |
| 7                                     | Siergiej Orlenko                      | 08.02.1971                            | 200                                   | środkowy                              |
| 8                                     | Jakub Oczko                           | 27.12.1981                            | 193                                   | rozgrywający                          |
| 9                                     | Łukasz Żygadło                        | 02.08.1979                            | 201                                   | rozgrywający                          |
| 10                                    | Andrzej Szewiński                     | 20.02.1970                            | 198                                   | atakujący                             |
| 11                                    | Krzysztof Ignaczak                    | 15.05.1978                            | 188                                   | libero                                |
| 12                                    | Grzegorz Kokociński                   | 18.09.1981                            | 195                                   | środkowy                              |
| 13                                    | Bojan Kostandinović                   | 17.02.1971                            | 195                                   | przyjmujący                           |
| 14                                    | Bartosz Szcześniewski                 | 15.05.1977                            | 202                                   | środkowy                              |
| Trenerzy                              |                                       |                                       |                                       |                                       |
|                                       | Stanisław Gościniak                   | Trener                                | Trener                                | Trener                                |
|                                       | Ireneusz Mazur                        | Asystent trenera                      | Asystent trenera                      | Asystent trenera                      |

| Indykpol AZS Olsztyn | Indykpol AZS Olsztyn | Indykpol AZS Olsztyn | Indykpol AZS Olsztyn | Indykpol AZS Olsztyn |
| Nr                   | Imię i nazwisko      | Data ur.             | Wzrost               | Pozycja              |
| -------------------- | -------------------- | -------------------- | -------------------- | -------------------- |
| 1                    | Tomasz Kowalczyk     | 15.03.1976           | 198                  | środkowy             |
| 2                    | Wojciech Grzyb       | 04.01.1981           | 206                  | środkowy             |
| 3                    | Leszek Urbanowicz    | 01.06.1964           | 205                  | przyjmujący          |
| 4                    | Wojciech Szczurowski | 14.04.1976           | 193                  | przyjmujący          |
| 5                    | Maciej Dobrowolski   | 19.03.1977           | 190                  | rozgrywający         |
| 6                    | Arkadiusz Wiśniewski | 26.03.1964           | 198                  | środkowy             |
| 7                    | Piotr Poskrobko      | 07.07.1973           | 194                  | przyjmujący          |
| 8                    | Krzysztof Śmigiel    | 06.05.1974           | 198                  | atakujący            |
| 10                   | Szymon Fiedorow      | 01.07.1973           | 181                  | libero               |
| 11                   | Łukasz Kadziewicz    | 20.09.1980           | 206                  | środkowy             |
| 12                   | Paweł Szabelski      | 22.12.1981           | 195                  | środkowy             |
| 13                   | Artur Pieśniak       | 13.11.1975           | 193                  | rozgrywający         |
| 14                   | Paweł Siezieniewski  | 27.12.1981           | 199                  | przyjmujący          |
| Trenerzy             |                      |                      |                      |                      |
|                      | Maciej Tyborowski    | Trener               | Trener               | Trener               |
|                      | Andrzej Grygołowicz  | Asystent trenera     | Asystent trenera     | Asystent trenera     |

| Jastrzębie Borynia | Jastrzębie Borynia    | Jastrzębie Borynia | Jastrzębie Borynia | Jastrzębie Borynia |
| Nr                 | Imię i nazwisko       | Data ur.           | Wzrost             | Pozycja            |
| ------------------ | --------------------- | ------------------ | ------------------ | ------------------ |
| 1                  | Leszek Dejewski       | 01.04.1962         | 195                | środkowy           |
| 2                  | Robert Milbrant       | 22.02.1973         | 190                | przyjmujący        |
| 3                  | Przemysław Michalczyk | 19.01.1973         | 189                | przyjmujący        |
| 4                  | Andriej Tołoczko      | 05.01.1969         | 202                | środkowy           |
| 5                  | Adam Gniecki          | 19.07.1974         | 191                | atakujący          |
| 6                  | Krzysztof Janczak     | 12.11.1974         | 202                | atakujący          |
| 7                  | Krzysztof Wójcik      | 20.10.1960         | 181                | libero             |
| 9                  | Paweł Wrzeszcz        | 27.06.1967         | 186                | rozgrywający       |
| 10                 | Łukasz Kruk           | 11.05.1978         | 187                | rozgrywający       |
| 11                 | Grzegorz Nowak        | 11.03.1975         | 200                | środkowy           |
| 12                 | Marcin Kieca          | 14.10.1979         | 197                | środkowy           |
| 13                 | Wojciech Pawłowski    | 25.05.1982         | 202                | atakujący          |
| Trenerzy           |                       |                    |                    |                    |
|                    | Jan Such              | Trener             | Trener             | Trener             |
|                    | Leszek Dejewski       | Asystent trenera   | Asystent trenera   | Asystent trenera   |

| Kazimierz Płomień Sosnowiec | Kazimierz Płomień Sosnowiec           | Kazimierz Płomień Sosnowiec | Kazimierz Płomień Sosnowiec | Kazimierz Płomień Sosnowiec |
| Nr                          | Imię i nazwisko                       | Data ur.                    | Wzrost                      | Pozycja                     |
| --------------------------- | ------------------------------------- | --------------------------- | --------------------------- | --------------------------- |
| 1                           | Mychajło Myłoserdnyj (od 02.01.2001)  |                             | 197                         | przyjmujący                 |
| 2                           | Robert Kopciński                      | 03.03.1979                  | 191                         | rozgrywający                |
| 3                           | Piotr Gabrych (od 31.01.2001)         | 05.07.1972                  | 197                         | przyjmujący                 |
| 6                           | Mariusz Błaszczyk                     | 25.01.1970                  | 200                         | środkowy                    |
| 8                           | Rafał Marczuk                         | 10.09.1973                  | 204                         | środkowy                    |
| 11                          | Ołeh Szełest                          | 09.08.1970                  | 193                         | rozgrywający                |
| 12                          | Marek Fornal                          | 25.02.1968                  | 203                         | przyjmujący                 |
| 15                          | Mariusz Kuczko                        | 23.01.1975                  | 197                         | środkowy                    |
| 16                          | Marcin Witoszek                       | 19.04.1976                  | 188                         | przyjmujący                 |
| 17                          | Bartłomiej Soroka                     | 17.01.1979                  | 200                         | atakujący                   |
| Odeszli w trakcie sezonu    |                                       |                             |                             |                             |
| 5                           | Sławomir Kudłaczewski (do 20.12.2000) | 23.05.1972                  | 194                         | przyjmujący                 |
| 7                           | Karol Hachuła (do 30.01.2001)         | 21.05.1974                  | 202                         | atakujący                   |
| 10                          | Andrij Meżynskyj (do 20.12.2000)      | 02.01.1969                  | 198                         | środkowy                    |
| 14                          | Jarosław Szopa (do 20.12.2000)        | 28.12.1961                  | 191                         | rozgrywający                |
| Trenerzy                    |                                       |                             |                             |                             |
|                             | Marek Karbarz                         | Trener                      | Trener                      | Trener                      |
|                             | ?                                     | Asystent trenera            | Asystent trenera            | Asystent trenera            |

| KS Citroën Nysa | KS Citroën Nysa          | KS Citroën Nysa  | KS Citroën Nysa  | KS Citroën Nysa  |
| Nr              | Imię i nazwisko          | Data ur.         | Wzrost           | Pozycja          |
| --------------- | ------------------------ | ---------------- | ---------------- | ---------------- |
| 1               | Aleksander Januszkiewicz | 25.05.1979       | 200              | środkowy         |
| 2               | Rafał Dymowski           | 20.06.1972       | 200              | środkowy         |
| 3               | Janusz Bułkowski         | 31.05.1967       | 190              | atakujący        |
| 4               | Dariusz Ratajczak        | 26.02.1964       | 184              | rozgrywający     |
| 5               | Zbigniew Rektor          | 06.01.1962       | 185              | rozgrywający     |
| 6               | Pavel Řezníček           | 22.04.1971       | 199              | rozgrywający     |
| 7               | Piotr Łuka               | 09.06.1980       | 191              | przyjmujący      |
| 8               | Bogusław Mienculewicz    | 03.05.1965       | 198              | środkowy         |
| 9               | Roman Bartuzi            | 22.02.1970       | 200              | środkowy         |
| 10              | Paweł Kuciński           | 15.03.1973       | 193              | przyjmujący      |
| 11              | Michał Jaszewski         | 30.04.1979       | 189              | przyjmujący      |
| 12              | Adam Kurek               | 20.04.1968       | 196              | przyjmujący      |
| 13              | Daniel Matoška           | 14.03.1971       | 200              | atakujący        |
| Trenerzy        |                          |                  |                  |                  |
|                 | Ryszard Kruk             | Trener           | Trener           | Trener           |
|                 | Dariusz Ratajczak        | Asystent trenera | Asystent trenera | Asystent trenera |

| Morze Szczecin | Morze Szczecin        | Morze Szczecin   | Morze Szczecin   | Morze Szczecin   |
| Nr             | Imię i nazwisko       | Data ur.         | Wzrost           | Pozycja          |
| -------------- | --------------------- | ---------------- | ---------------- | ---------------- |
| 1              | Radosław Wnuk         | 25.09.1978       | 207              | środkowy         |
| 2              | Krzysztof Gierczyński | 23.01.1976       | 193              | przyjmujący      |
| 3              | Jakub Markiewicz      | 15.07.1972       | 206              | środkowy         |
| 4              | Wojciech Jurkiewicz   | 21.06.1977       | 205              | środkowy         |
| 5              | Radosław Rybak        | 25.03.1973       | 195              | atakujący        |
| 6              | Krzysztof Kowejsza    | 12.05.1970       | 194              | libero           |
| 7              | Adam Cziszewski       | 13.06.1975       | 193              | libero           |
| 8              | Stanisław Szewczenko  | 01.11.1970       | 196              | przyjmujący      |
| 9              | Konrad Małecki        | 06.01.1979       | 200              | przyjmujący      |
| 10             | Krzysztof Grzesiowski | 10.05.1981       | 205              | uniwersalny      |
| 11             | Michał Ostrowski      | 10.01.1975       | 186              | uniwersalny      |
| 12             | Witold Roman          | 06.03.1967       | 203              | środkowy         |
| 13             | Michał Peciakowski    | 25.07.1981       | 196              | rozgrywający     |
| 14             | Tomasz Kozłowski      | 16.02.1979       | 192              | rozgrywający     |
| 15             | Anatolij Birżewoj     | 20.04.1971       | 194              | rozgrywający     |
| Trenerzy       |                       |                  |                  |                  |
|                | Andrzej Urbański      | Trener           | Trener           | Trener           |
|                | Jerzy Taczała         | Asystent trenera | Asystent trenera | Asystent trenera |

| Mostostal-Azoty Kędzierzyn-Koźle | Mostostal-Azoty Kędzierzyn-Koźle | Mostostal-Azoty Kędzierzyn-Koźle | Mostostal-Azoty Kędzierzyn-Koźle | Mostostal-Azoty Kędzierzyn-Koźle |
| Nr                               | Imię i nazwisko                  | Data ur.                         | Wzrost                           | Pozycja                          |
| -------------------------------- | -------------------------------- | -------------------------------- | -------------------------------- | -------------------------------- |
| 2                                | Roland Dembończyk                | 12.08.1971                       | 196                              | atakujący                        |
| 3                                | Piotr Lipiński                   | 04.01.1979                       | 195                              | rozgrywający                     |
| 4                                | Marcin Prus                      | 16.10.1978                       | 198                              | środkowy                         |
| 5                                | Michał Chadała                   | 15.10.1977                       | 197                              | przyjmujący                      |
| 6                                | Sławomir Gerymski                | 02.09.1968                       | 186                              | rozgrywający                     |
| 7                                | Dušan Kubica                     | 12.12.1972                       | 186                              | libero                           |
| 8                                | Rafał Musielak                   | 22.08.1973                       | 194                              | przyjmujący                      |
| 9                                | Przemysław Lach                  | 16.04.1979                       | 198                              | środkowy                         |
| 10                               | Robert Szczerbaniuk              | 29.05.1977                       | 199                              | środkowy                         |
| 12                               | Wojciech Serafin                 | 20.06.1978                       | 194                              | przyjmujący                      |
| 13                               | Sebastian Świderski              | 26.06.1977                       | 193                              | przyjmujący                      |
| 14                               | Paweł Papke                      | 13.02.1977                       | 196                              | atakujący                        |
| Trenerzy                         |                                  |                                  |                                  |                                  |
|                                  | Waldemar Wspaniały               | Trener                           | Trener                           | Trener                           |
|                                  | Andrzej Kubacki                  | Asystent trenera                 | Asystent trenera                 | Asystent trenera                 |

| Stilon Gorzów | Stilon Gorzów                 | Stilon Gorzów    | Stilon Gorzów    | Stilon Gorzów    |
| Nr            | Imię i nazwisko               | Data ur.         | Wzrost           | Pozycja          |
| ------------- | ----------------------------- | ---------------- | ---------------- | ---------------- |
| 1             | Zdzisław Olejnik              | 29.09.1964       | 202              | środkowy         |
| 2             | Krzysztof Kocik               | 25.07.1979       | 198              | przyjmujący      |
| 3             | Paweł Maciejewicz             | 29.01.1980       | 198              | atakujący        |
| 4             | Karol Hachuła (od 31.01.2001) | 21.05.1974       | 202              | atakujący        |
| 5             | Ihor Zajcew                   | 23.03.1967       | 193              | rozgrywający     |
| 6             | Marcin Kobiałko               | 09.02.1976       | 198              | przyjmujący      |
| 7             | Jerzy Zwierko                 | 27.03.1965       | 185              | rozgrywający     |
| 8             | Edward Sienin                 | 30.05.1971       | 208              | środkowy         |
| 9             | Marcin Lubiejewski            | 01.10.1981       | 207              | środkowy         |
| 10            | Maciej Kowalczuk              | 21.03.1973       | 200              | środkowy         |
| 11            | Jarosław Wojczuk              | 08.06.1967       | 192              | przyjmujący      |
| 12            | Michał Ozimiński              | 31.03.1979       | 200              | środkowy         |
| 13            | Radosław Maciejewicz          | 22.05.1976       | 188              | libero           |
| 15            | Szymon Żurawski               | 14.07.1976       | 198              | atakujący        |
| Trenerzy      |                               |                  |                  |                  |
|               | Andrzej Kaczmarek             | Trener           | Trener           | Trener           |
|               | Nikołaj Mariaskin             | Asystent trenera | Asystent trenera | Asystent trenera |

| Stolarka Wołomin | Stolarka Wołomin   | Stolarka Wołomin | Stolarka Wołomin | Stolarka Wołomin      |
| Nr               | Imię i nazwisko    | Data ur.         | Wzrost           | Pozycja               |
| ---------------- | ------------------ | ---------------- | ---------------- | --------------------- |
| 1                | Maciej Wołosz      | 29.01.1982       | 198              | przyjmujący           |
| 2                | Zbigniew Żukowski  | 09.04.1965       | 196              | środkowy/libero       |
| 3                | Daniel Pliński     | 10.12.1978       | 204              | środkowy              |
| 4                | Mariusz Sordyl     | 27.11.1969       | 198              | atakujący             |
| 5                | Grzegorz Otko      | 03.02.1971       | 200              | środkowy              |
| 6                | Jacek Małkowski    | 08.03.1965       | 184              | rozgrywający          |
| 7                | Mariusz Firszt     | 03.05.1971       | 189              | przyjmujący/atakujący |
| 9                | Maciej Olszewski   | 19.01.1978       | 190              | atakujący             |
| 10               | Hubert Milewski    | 09.12.1974       | 193              | przyjmujący/libero    |
| 11               | Marcin Sadecki     | 12.06.1975       | 199              | atakujący             |
| 12               | Tomasz Laskowski   | 01.02.1972       | 193              | przyjmujący/libero    |
| 13               | Rafał Legień       | 24.10.1969       | 190              | przyjmujący           |
| 15               | Grzegorz Kołodziej | 29.11.1979       | 189              | rozgrywający          |
| Trenerzy         |                    |                  |                  |                       |
|                  | Krzysztof Felczak  | Trener           | Trener           | Trener                |
|                  | ?                  | Asystent trenera | Asystent trenera | Asystent trenera      |

| Warka Strong Czarni Radom | Warka Strong Czarni Radom             | Warka Strong Czarni Radom | Warka Strong Czarni Radom | Warka Strong Czarni Radom |
| Nr                        | Imię i nazwisko                       | Data ur.                  | Wzrost                    | Pozycja                   |
| ------------------------- | ------------------------------------- | ------------------------- | ------------------------- | ------------------------- |
| 1                         | Konrad Borkowski                      | 1981                      | 195                       | środkowy                  |
| 2                         | Marcin Kocik                          | 07.05.1979                | 196                       | przyjmujący               |
| 3                         | Artur Maroszek                        | 21.07.1970                | 199                       | atakujący                 |
| 4                         | Maciej Pawliński                      | 02.02.1983                | 193                       | przyjmujący               |
| 4                         | Sławomir Kudłaczewski (od 31.01.2001) | 23.05.1972                | 193                       | przyjmujący               |
| 5                         | Igor Woronin                          | 23.07.1974                | 192                       | przyjmujący               |
| 6                         | Krzysztof Staniec                     | 05.07.1978                | 195                       | środkowy                  |
| 7                         | Jakub Bednaruk                        | 09.09.1976                | 188                       | rozgrywający              |
| 9                         | Robert Prygiel                        | 17.04.1976                | 200                       | atakujący                 |
| 10                        | Adam Nowik                            | 23.04.1975                | 205                       | środkowy                  |
| 11                        | Filip Szewczyk                        | 17.01.1978                | 192                       | rozgrywający              |
| 14                        | Jarosław Stancelewski                 | 11.05.1974                | 204                       | środkowy                  |
| 15                        | Marian Kardas                         | 27.01.1962                | 192                       | libero                    |
| Odeszli w trakcie sezonu  |                                       |                           |                           |                           |
| 13                        | Piotr Gabrych (do 30.01.2001)         | 05.07.1972                | 197                       | przyjmujący               |
| Trenerzy                  |                                       |                           |                           |                           |
|                           | Wojciech Drzyzga                      | Trener                    | Trener                    | Trener                    |
|                           | Marian Kardas                         | Asystent trenera          | Asystent trenera          | Asystent trenera          |